# Cherves-Richemont
Vous lisez un « bon article » labellisé en 2007.
Cherves-Richemont est une ancienne commune du Sud-Ouest de la France située dans le département de la Charente, en région Nouvelle-Aquitaine. Le 1er janvier 2024, elle fusionne avec Saint-Sulpice-de-Cognac pour former la commune de Val-de-Cognac.
Elle bénéficie d'un patrimoine environnemental, paléontologique, archéologique et architectural relativement important.
Ses habitants sont appelés les Chervais et Chervaises mais plus habituellement les gens de Cherves.

## Géographie

### Localisation
La commune de Cherves-Richemont se trouve dans le département dans l'ouest de la Charente, en région Nouvelle-Aquitaine.
Elle se situe à 52 km par la route d'Angoulême, préfecture du département, et à 7 km de Cognac, sous-préfecture
Les communes les plus proches sont : 
Saint-Sulpice-de-Cognac (2,9 km), Mesnac (3,8 km), Javrezac (4,7 km), Le Seure (5,3 km), Boutiers-Saint-Trojan (5,4 km), Cognac (5,6 km), Louzac-Saint-André (5,6 km), Burie (6,3 km).
Elle est formée de l'association en 1972 des communes de Cherves-de-Cognac et de Richemont. Elle couvre une superficie de 3 794 hectares.
Étant donné sa proximité (six kilomètres pour les bourgs de Cherves et Richemont et huit kilomètres pour le village d'Orlut), Cognac est la ville de référence. Cherves-Richemont se trouve aussi à 14 km au sud de Matha, 22 km à l'est de Saintes et 41 km à l'ouest d'Angoulême, la préfecture.
La D 731, route de Cognac à Saint-Jean-d'Angély, traverse la commune du sud-est au nord-ouest. La D 85 en bifurque et traverse le bourg de Cherves pour se diriger au nord vers Matha. D'autres routes secondaires relient les bourgs de Cherves et Richemont aux communes alentour.
La gare la plus proche est celle de Cognac, desservie par des TER à destination d'Angoulême, Saintes et Royan avec correspondance à Angoulême pour Paris, Bordeaux, Poitiers et Limoges, et à Saintes pour La Rochelle et Niort.

### Communes limitrophes
| Saint-Sulpice-de-Cognac (Val-de-Cognac) | Mesnac            | Mons (Charente-Maritime), Bréville |
| Louzac-Saint-André                      | Cherves-Richemont | Sainte-Sévère, Réparsac, Nercillac |
| Saint-Laurent-de-Cognac                 | Javrezac, Cognac  | Boutiers-Saint-Trojan              |

### Hydrographie

#### Réseau hydrographique
La commune est située dans le bassin versant de la Charente au sein  du Bassin Adour-Garonne. Elle est drainée par l'Antenne, le Ri Bellot, le ruisseau Fossé du Roi, Fossé du Roi, le ruisseau Fossé du Roi, la vieille rivière et par divers petits cours d'eau, qui constituent un réseau hydrographique de 24 km de longueur totale,.
Sur Cherves-Richemont, l'Antenne a creusé sa vallée dans le plateau calcaire et sur son cours ont été bâtis plusieurs moulins : le moulin de Chazotte, le moulin de la petite Houmade (sur le Ri Bellot), le moulin de Preziers, le moulin de Bricoine, le moulin de Boussac et le moulin des basses rues de Richemont, en ruine. Ils sont désaffectés et n'ont plus de fonction de régulation du cours de la rivière sauf le moulin de Preziers, situé sur le cours principal de la rivière, qui a repris sa fonction de régulation depuis que ses divers ouvrages (et en particulier sa chaussée) ont été remis en état. D'une longueur totale de 2 km, l'Antenne prend sa source en Charente-Maritime, dans la commune de Fontaine-Chalendray, et se jette  dans la Charente à Cognac, après avoir traversé 15 communes.
Le Fossé du Roy croise l'Antenne peu après sa source par un très curieux double siphon avant de traverser le « pays bas » et en période de hautes eaux de la Charente d'inonder la zone de l'ancien étang qui sert de zone d'expansion du fleuve Charente. Certains terrains peuvent rester inondés plusieurs mois par an. La « bonde à l'étang », empellement détruit en 1854, n'est plus marquée que par le nom du giratoire proche du débouché du Fossé du Roy dans la Charente.
Les étangs, à Orlut, anciennes carrières maintenant en eau, représentent de très importantes réserves d'eau.

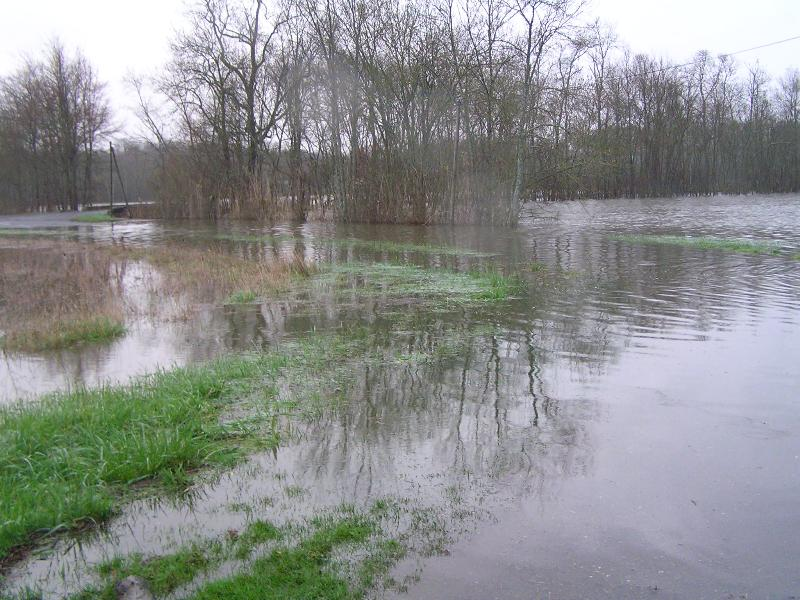
L'inondation annuelle autour du Fossé du Roy.
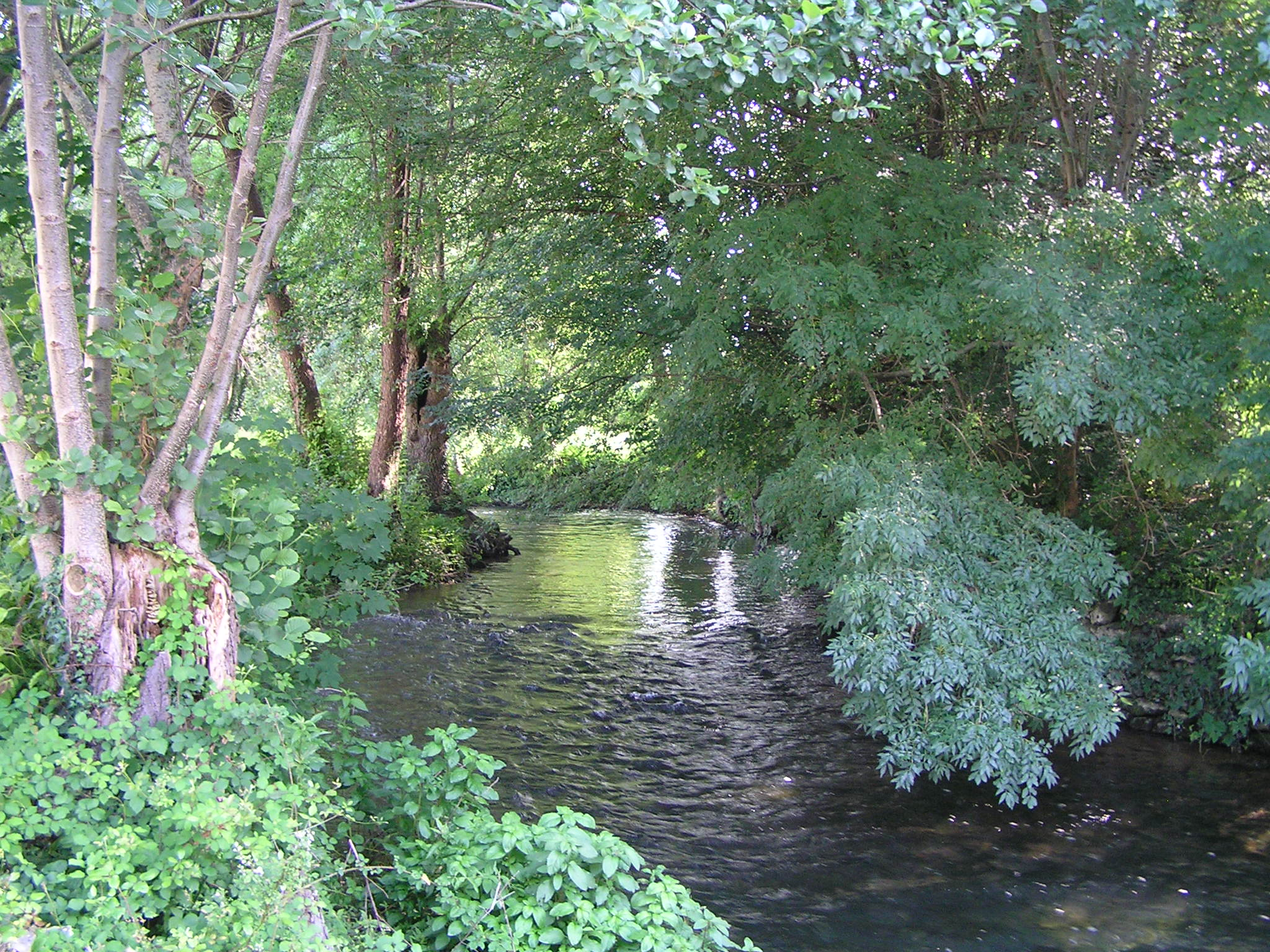
L'Antenne.
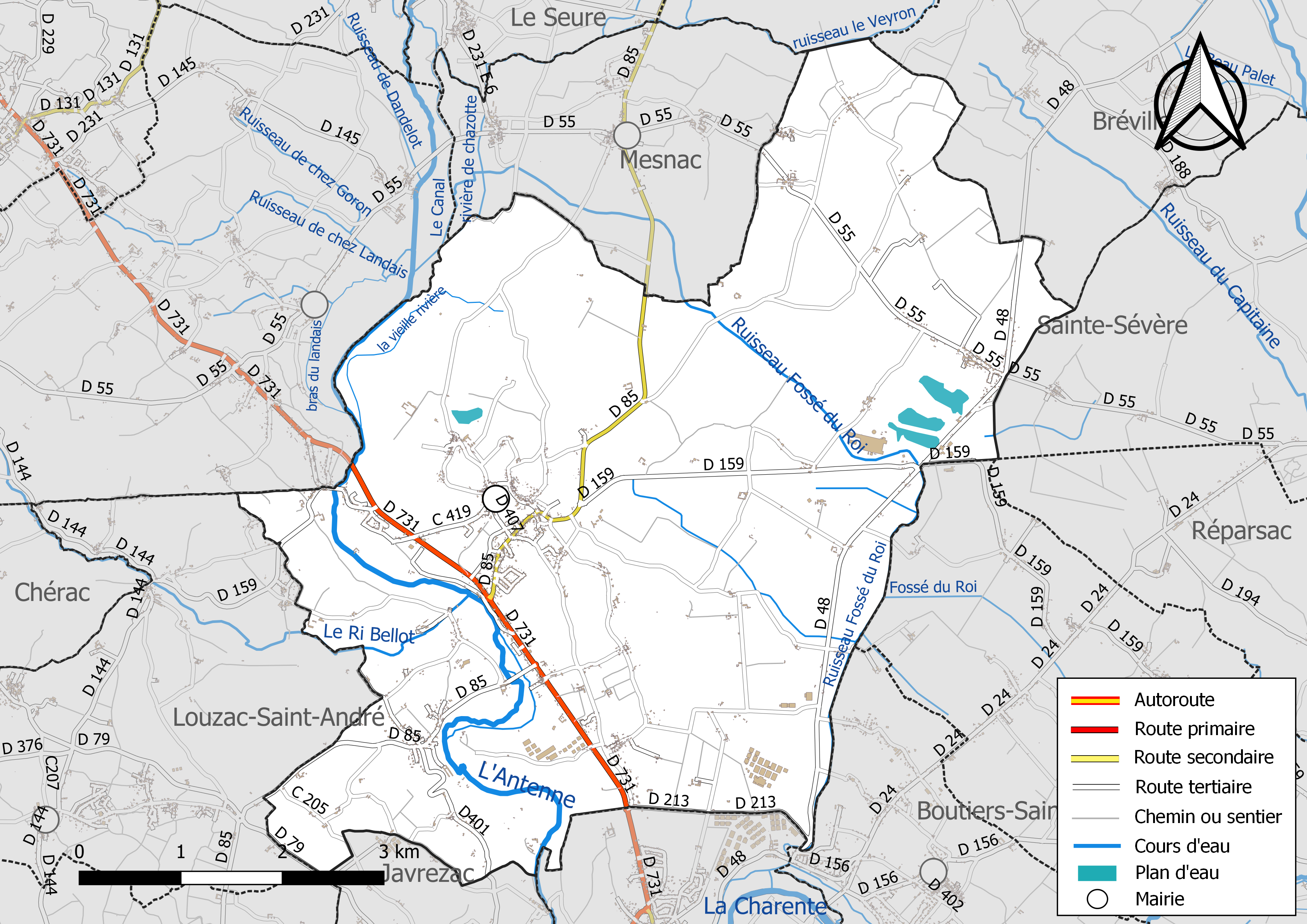
Réseaux hydrographique et routier de Cherves-Richemont.

#### Gestion des eaux
Le territoire communal est couvert par le schéma d'aménagement et de gestion des eaux (SAGE) « Charente ». Ce document de planification, dont le territoire correspond au bassin de la Charente, d'une superficie de 9 300 km2, a été approuvé le 19 novembre 2019. La structure porteuse de l'élaboration et de la mise en œuvre est l'établissement public territorial de bassin Charente. Il définit sur son territoire les objectifs généraux d’utilisation, de mise en valeur et de protection quantitative et qualitative des ressources en eau superficielle et souterraine, en respect des objectifs de qualité définis dans le troisième SDAGE  du Bassin Adour-Garonne qui couvre la période 2022-2027, approuvé le 10 mars 2022.

### Climat
La région de Cognac, située à l'ouest du département de la Charente, a un climat océanique aquitain.
| Mois                              | jan. | fév.  | mars  | avril | mai   | juin  | jui.  | août  | sep.  | oct. | nov. | déc. | année   |
| --------------------------------- | ---- | ----- | ----- | ----- | ----- | ----- | ----- | ----- | ----- | ---- | ---- | ---- | ------- |
| Température minimale moyenne (°C) | 2    | 2,8   | 3,8   | 6,2   | 9,4   | 12,4  | 14,4  | 14    | 12,1  | 8,9  | 4,7  | 2,6  | 7,8     |
| Température moyenne (°C)          | 5,4  | 6,7   | 8,5   | 11,1  | 14,4  | 17,8  | 20,2  | 19,7  | 17,6  | 13,7 | 8,6  | 5,9  | 12,5    |
| Température maximale moyenne (°C) | 8,7  | 10,5  | 13,1  | 15,9  | 19,5  | 23,1  | 26,1  | 25,4  | 23,1  | 18,5 | 12,4 | 9,2  | 17,1    |
| Ensoleillement (h)                | 80   | 103,9 | 153,3 | 184,5 | 204,9 | 239,6 | 276,4 | 248,3 | 199,4 | 159  | 96,8 | 78,8 | 2 024,9 |
| Précipitations (mm)               | 80,4 | 67,3  | 65,9  | 68,3  | 71,6  | 46,6  | 45,1  | 50,2  | 59,2  | 68,6 | 79,8 | 80   | 783,6   |

### Géologie et relief
La commune est située au nord du Bassin aquitain, à la limite des terrains calcaires du Jurassique supérieur (étage Tithonien) et du Crétacé supérieur, qui s'étage entre le Cénomanien et le Coniacien au sud-ouest. Elle est constituée de deux parties totalement distinctes d'un point de vue géologique.
L'ouest de la commune, Richemont et une partie de Cherves, forment un plateau calcaire crétacé entaillé par la vallée de l'Antenne dominée par les châteaux forts des anciens fiefs et par les bourgs de Cherves et de Richemont.
L'est de la commune fait partie du « pays bas ». Cette ancienne lagune tropicale aux derniers temps du Jurassique, évaporée aux premiers temps du Crétacé inférieur (Berriasien), est une zone de terres argilo-marneuses,,,. Ces marais ont été drainés à la fin du XVe siècle avec canalisation du « Fossé du Roy ». Ces basses terres argileuses sont relativement imperméables et inondables et le sous-sol renferme des bancs de gypse et, dans les couches de marnes intermédiaires, de nombreux restes de vertébrés (notamment des fossiles de dinosaures, de crocodiliens et de nombreuses dents de mammifères).
La moitié nord de la commune est occupée par la plaine du pays bas, d'une altitude moyenne de 25 m et 10 m dans ses parties les plus basses.
Les hauteurs se regroupent dans la moitié sud sous la forme d'un plateau de 45 m d'altitude environ, et la vallée de l'Antenne qui passe au sud-ouest de la commune est assez profonde. Ce plateau culmine à 73 m sur la rive droite, situé en limite de commune à l'ouest de Richemont près de Bourgneuf, et à 60 m sur la rive gauche et le brutal dénivelé avec la vallée alluviale atteint 40 m à certains endroits. Le Terrier et la Motte sont des buttes-témoins situées à la limite de ce plateau et de la plaine du pays bas.
Le point le plus bas de la commune est à 5 m, situé en limite sud-ouest sur le Fossé du Roy, non loin de la Charente. Le bourg de Richemont est à environ 50 m d'altitude et celui de Cherves 60 m.

### Occupation des sols
Sur ses 3 794 hectares, la commune comporte, en surfaces agricoles déclarées, 760 hectares de bois (20 %) et 2 388 hectares de terres agricoles dont 992 hectares de vignes, 300 hectares de céréales, 615 hectares de prairies et 124 hectares de jachères (chiffres de 1994 qui, pour les jachères, ont diminué depuis).
La commune, entièrement située en zone viticole Cognac d'appellation « borderies », est plantée de vignes pour l'obtention de vins blancs aptes à la distillation et à la fabrication de cognac. Même les zones inondables sont plantées et d'ailleurs ce sont celles où les ceps ont résisté au phylloxéra lors de la tragédie économique locale au XIXe siècle
Les autres terres agricoles sont cultivées en céréales et en fourrage pour bovins. Le chanvre et le safran sont des cultures abandonnées.
La zone qui fut lagune tropicale au crétacé est une zone de carrières d'extraction de gypse

### Voies de communication
La commune est traversée par la D 731 (Cognac à Saint-Hilaire-de-Villefranche puis Saint-Jean-d'Angély), la D 85 (Richemont à Matha par Cherves), la D 48 (Cognac à Bréville), la D 55 et la D 159 qui font les liaisons bourg à bourg et tout un réseau d'autres voies départementales, communales et rurales.
Certaines de ces routes reprennent des tracés anciens : la D 85 était la voie Blaye – Ébéon qui entrait à l'origine par la rue de la Fontaine Saint-Vivien où se trouve l'ancien relais de poste et la D 159 recouvre en partie la via Agrippa. Cherves se trouve donc sur un très ancien nœud routier et possédait un relais de poste.
Il a existé un service de trains de voyageurs de la régie départementale des CFD qui assurait une ligne de Cognac à Saint-Jean-d'Angély. À partir de 1896 cette ligne a assuré quatre aller-retour quotidiens en 1 h 50 avec arrêts à Cognac-Saint-Jacques, Cherves, Saint-Sulpice. La commune a compté jusqu'à 4 arrêts sur la commune (la gare de Cherves et les arrêts facultatifs de Fontenille, du Coudret et de la Garnerie). Elle a été supprimée le 31 décembre 1950 et la voie de chemin de fer a rapidement été désaffectée (il n'en reste que la gare en sortie de Cherves, direction Matha). Le deuxième chemin de fer sur la commune était une voie privée qui desservait la fabrique de plâtre et emportait par rail la production jusqu'à la gare de Cognac. Elle a cessé de fonctionner en 1944 à la suite d'un bombardement.
Il existe un service de transport à la demande par « Transcom », service de la communauté d'agglomération.

## Urbanisme

### Typologie
Cherves-Richemont est une commune rurale,. Elle fait en effet partie des communes peu ou très peu denses, au sens de la grille communale de densité de l'Insee,.
Par ailleurs la commune fait partie de l'aire d'attraction de Cognac, dont elle est une commune de la couronne. Cette aire, qui regroupe 45 communes, est catégorisée dans les aires de 50 000 à moins de 200 000 habitants,.

### Occupation des sols
L'occupation des sols de la commune, telle qu'elle ressort de la base de données européenne d’occupation biophysique des sols Corine Land Cover (CLC), est marquée par l'importance des territoires agricoles (71,4 % en 2018), néanmoins en diminution par rapport à 1990 (73,7 %). La répartition détaillée en 2018 est la suivante : 
cultures permanentes (39,4 %), forêts (18,9 %), zones agricoles hétérogènes (18 %), terres arables (11,4 %), zones urbanisées (4,9 %), mines, décharges et chantiers (3,7 %), prairies (2,6 %), eaux continentales (0,7 %), zones industrielles ou commerciales et réseaux de communication (0,4 %). L'évolution de l’occupation des sols de la commune et de ses infrastructures peut être observée sur les différentes représentations cartographiques du territoire : la carte de Cassini (XVIIIe siècle), la carte d'état-major (1820-1866) et les cartes ou photos aériennes de l'IGN pour la période actuelle (1950 à aujourd'hui).

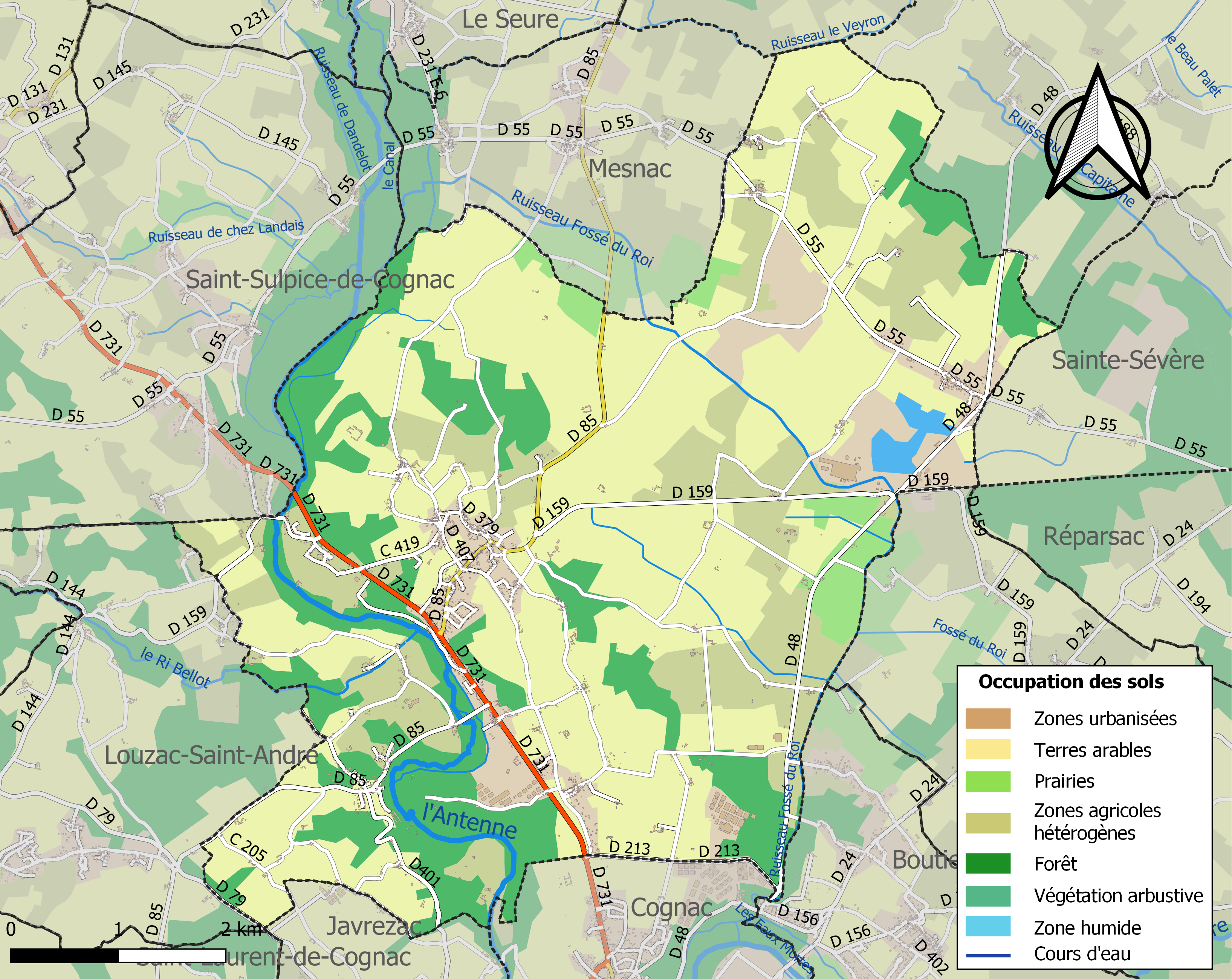
Carte des infrastructures et de l'occupation des sols de la commune en 2018 (CLC).

### Hameaux et lieux-dits
La commune de Cherves-Richemont est en fait composée de deux communes associées, Cherves, la plus étendue, et Richemont, au sud-ouest.
Le territoire de Cherves comporte plusieurs hameaux, ou « villages », en plus du bourg : Fontenille, l'Épine et le Bois d'Ouliat, au sud, le Marais, Orlut, Champblanc au nord-est, et Pley et Féry au nord-ouest près du château de Chenel. L'habitat est aussi dispersé, et il y a de nombreuses fermes et maisons, dû à la proximité de Cognac.

### Habitat et logement
En 2018, le nombre total de logements dans la commune était de 1 185, alors qu'il était de 1 148 en 2013 et de 1 114 en 2008.
Parmi ces logements, 87,9 % étaient des résidences principales, 4,5 % des résidences secondaires et 7,6 % des logements vacants. Ces logements étaient pour 97,7 % d'entre eux des maisons individuelles et pour 2 % des appartements.
Le tableau ci-dessous présente la typologie des logements à Cherves-Richemont en 2018 en comparaison avec celle de la Charente et de la France entière. Une caractéristique marquante du parc de logements est ainsi une proportion de résidences secondaires et logements occasionnels (4,5 %) inférieure à celle du département (6,4 %) mais supérieure à celle de la France entière (9,7 %). Concernant le statut d'occupation de ces logements, 81,3 % des habitants de la commune sont propriétaires de leur logement (80,4 % en 2013), contre 66,8 % pour la Charente et 57,5 pour la France entière.
| Typologie                                               | Cherves-Richemont | Charente | France entière |
| ------------------------------------------------------- | ----------------- | -------- | -------------- |
| Résidences principales (en %)                           | 87,9              | 83       | 82,1           |
| Résidences secondaires et logements occasionnels (en %) | 4,5               | 6,4      | 9,7            |
| Logements vacants (en %)                                | 7,6               | 10,6     | 8,2            |

### Risques majeurs
Le territoire de la commune de Cherves-Richemont est vulnérable à différents aléas naturels : météorologiques (tempête, orage, neige, grand froid, canicule ou sécheresse) et séisme (sismicité modérée). Il est également exposé à deux risques technologiques,  le transport de matières dangereuses et  le risque industriel. Un site publié par le BRGM permet d'évaluer simplement et rapidement les risques d'un bien localisé soit par son adresse soit par le numéro de sa parcelle.

#### Risques naturels

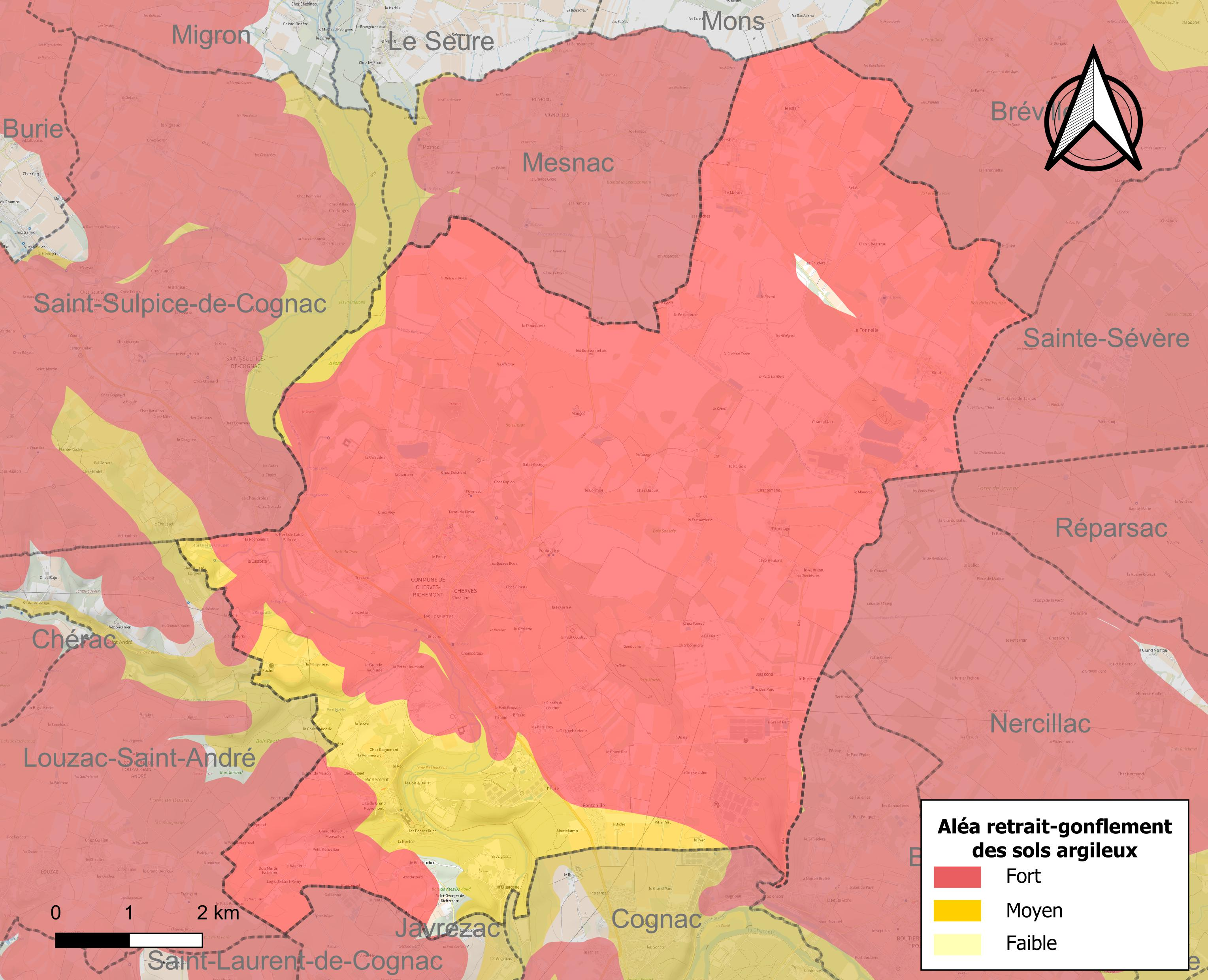
Carte des zones d'aléa retrait-gonflement des sols argileux de Cherves-Richemont.

Le retrait-gonflement des sols argileux est susceptible d'engendrer des dommages importants aux bâtiments en cas d’alternance de périodes de sécheresse et de pluie. 99,3 % de la superficie communale est en aléa moyen ou fort (67,4 % au niveau départemental et 48,5 % au niveau national). Sur les 1 221 bâtiments dénombrés sur la commune en 2019,  1 217 sont en aléa moyen ou fort, soit 100 %, à comparer aux 81 % au niveau départemental et 54 % au niveau national. Une cartographie de l'exposition du territoire national au retrait gonflement des sols argileux est disponible sur le site du BRGM,.
Par ailleurs, afin de mieux appréhender le risque d’affaissement de terrain, l'inventaire national des cavités souterraines permet de localiser celles situées sur la commune.
La commune a été reconnue en état de catastrophe naturelle au titre des dommages causés par les inondations et coulées de boue survenues en 1982, 1985, 1987, 1992, 1993 et 1999. Concernant les mouvements de terrains, la commune a été reconnue en état de catastrophe naturelle au titre des dommages causés par la sécheresse en 2003 et 2009 et par des mouvements de terrain en 1999.

#### Risques technologiques
La commune est exposée au risque industriel du fait de la présence sur son territoire d'une entreprise soumise à la directive européenne SEVESO.
Le risque de transport de matières dangereuses sur la commune est lié à sa traversée par une ou des infrastructures routières ou ferroviaires importantes ou la présence d'une canalisation de transport d'hydrocarbures. Un accident se produisant sur de telles infrastructures est susceptible d’avoir des effets graves sur les biens, les personnes ou l'environnement, selon la nature du matériau transporté. Des dispositions d’urbanisme peuvent être préconisées en conséquence.

## Toponymie

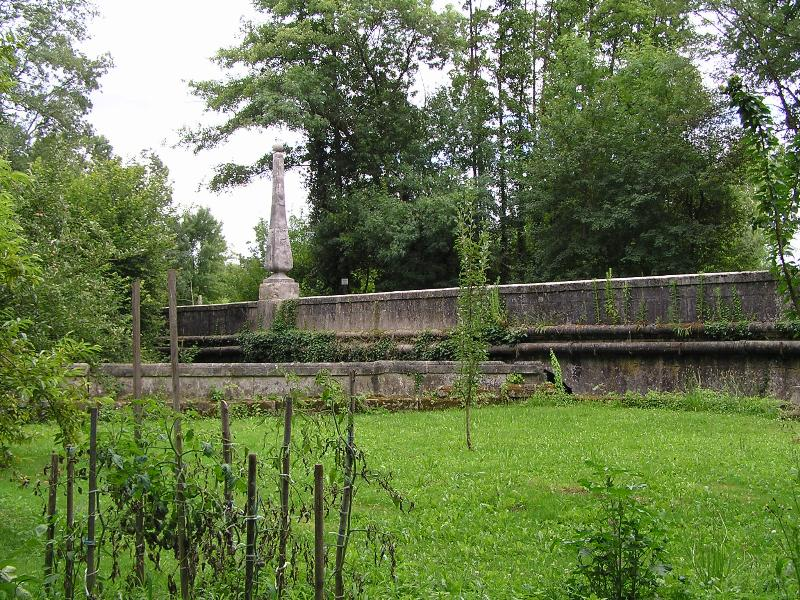
Pont de Saint-Sulpice, limite de la commune.

L'habitat est très dispersé avec ses trois villages, Cherves, Orlut et Richemont et un grand nombre de hameaux très anciens qui apparaissent sur la carte de Cassini et même sur des cartes antérieures.
Cherves est attesté sous la forme latinisée de Charvis, sans date. Il s'agit de la forme saintongeaise charve du mot chanvre, cf. Cherves-Châtelars et Cherves (Vienne, vicaria Kanabinsis 936-937, Charva 1161). En effet, une des principales occupations était la culture et le rouissage du chanvre. Les « pierres à chanvre » le long de l'Antenne et dans les lavoirs en sont les derniers témoins.
Richemont, bâti sur son promontoire, est un toponyme médiéval qui signifie « colline puissante » ou plus vraisemblablement d'une « colline riche », c'est-à-dire « fertile » comme Richemont (Seine-Maritime). Un nom de personne germanique du type Richer (+ mont) ou Richmund est également possible, comme dans Richemont (Moselle).
Le nom d'Orlut serait issu pour certains du nom d'une villa rustica appartenant à Aurelius, nom d'homme latin popularisé en Gaule (cf. Orlu, Orly, etc.), pour d'autres du gaulois et signifierait « bois sacré ». L'existence de pratiques druidiques expliquerait que, pour les combattre et les faire oublier, les premiers évangélisateurs aient construit en ce lieu la chapelle Saint-Barthélémy, une obédiencerie qui a été un temps prieuré.
La plupart des hameaux sont nommés suivant leur principale caractéristique. Ainsi, le toponyme de Ferry signe un site métallurgique du deuxième âge du fer et Champblanc voyait avant leur exploitation des affleurements de gypse saccharoïde, très blanc. Les noms de lieux-dits Fontaulière (autrefois Font Houillères) et Charbonnière semblent attester la présence de charbon sur la commune.
Masseville est une formation médiévale, comme toutes les formations toponymiques en -ville de la région, au sens ancien de « domaine rural », mais l'interprétation du premier élément en l'absence de formes anciennes reste obscure. Fontenille (Fontanellae en 1061-1086) est une formation toponymique gallo-romane ou médiévale, dont l'étymologie remonte au bas latin fontenellum, fontenella ou fontenalia au sens de « petite fontaine »,.
Le Marais est au milieu des terres qui ont été drainées sous François Ier et la Groie signe une terre caillouteuse.
L'Houmade, la Cassotte, le Palain, la Franchie (anciennement Francherie), le Coudret, Champéroux, la Grolette, les Barrières, Chanteloup, Boussac sont sur la carte de Cassini mais pas Chantemerle ni Saint-Georges où l'habitat doit être plus récent.

## Histoire

### Préhistoire et Antiquité
La vallée de l'Antenne est inscrite comme zone archéologique au titre de peuplement depuis le Néolithique. Les abris sous roche et les abris occultés sont nombreux. Mais les fouilles de l'abri de Bois-Roche n'ont pas montré de présence humaine alors que Saint-Césaire où a été trouvée la néandertalienne « Pierrette » est proche.
La présence d'une nécropole à fossés circulaires à la Franchie atteste d'une occupation protohistorique et la dénomination du « ferry » est signe de travail des métaux à la période de l'Âge du fer. La commune n'a pas gardé d'autre trace de ces époques ni des époques suivantes, du peuplement Santon ou de l'époque gallo-romaine sauf les voies gauloises, la via Agrippa avec sa borne milliaire à la limite ouest de la commune et quelques toponymes qui sont le souvenir de la présence romaine.
La Motte, encore nommée Puy Pinson, pourrait être un fortin antique, une tombe de chef celte ou une motte féodale.

### Moyen Âge

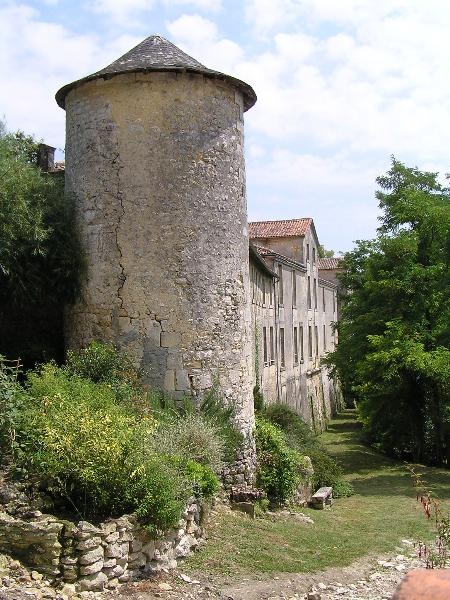
Tourelle du château de Richemont.

Ensuite arrive une période troublée marquée par les invasions successives. Les Wisigoths fondent leur Royaume d'Aquitaine en 418, ce qui assure un siècle de paix. Ils furent chassés par les Francs puis des Maures eux-mêmes repoussés. Après une période calme sous Charlemagne, puis au sein du royaume d'Aquitaine, la situation redevient incertaine et les Vikings remontent la Charente vers 850, puis détruisent Saintes et Angoulême sans que les Carolingiens réagissent. Les Grands d'Aquitaine s'organisent et constituent le duché d'Aquitaine qui revient ensuite aux comtes de Poitiers mais toutefois le comte d'Angoulême garde son fief.
Cherves est mentionnée en 852 dans un acte du capitulaire de Vierzon comme chef-lieu de circonscription judiciaire (viguerie ou vicaria). Elle était alors dans le diocèse de Saintes, puis fut rattachée aux six autres vigueries du comté d'Angoulême, qui en comptera une vingtaine de par son extension au XIe siècle.
Après le passage des Vikings, la commune s'est fortifiée sur toutes ses hauteurs. Les fiefs étaient nombreux, bâtis de mottes féodales ou de châteaux forts dont ceux de Richemont, de Bois-Roche (place forte sur le Ri Bellot attestée dès le Ve siècle), de Plumejeau et pour certains érudits le Coudret et Fontaulière.
L'archéologie aérienne a aussi mis en évidence une motte féodale probable, dans la végétation, au Petit Boussac.
Le duché d'Aquitaine était la dot d'Aliénor d'Aquitaine. Par son deuxième mariage avec Henri Plantagenêt, futur Henri II d'Angleterre, le duché passe de la France à l'Angleterre. À cause de révoltes, il confie le duché à son fils, Richard Cœur de Lion. Puis il le combat après avoir emprisonnée Aliénor. Toute la Charente est ravagée, des dizaines de châteaux brûlés. Le château de Richemont a été détruit en 1179 par Richard Cœur de Lion ainsi que Bois-Roche reconstruit au XIXe siècle.
Les troubles durent jusqu'à la paix signée en 1258 par laquelle la Charente fait partie des terres rendues au roi de France, Louis IX (Saint-Louis).
Les fouilles pratiquées dans les souterrains et les vestiges du castellum de Richemont montrent des poteries d'artisanat local datées entre 1300 et 1500 mais aussi des haches néolithiques, des os taillés, des flèches, des carreaux d'arbalète, des fibules, des débris de verre, de modestes bijoux.

### Renaissance

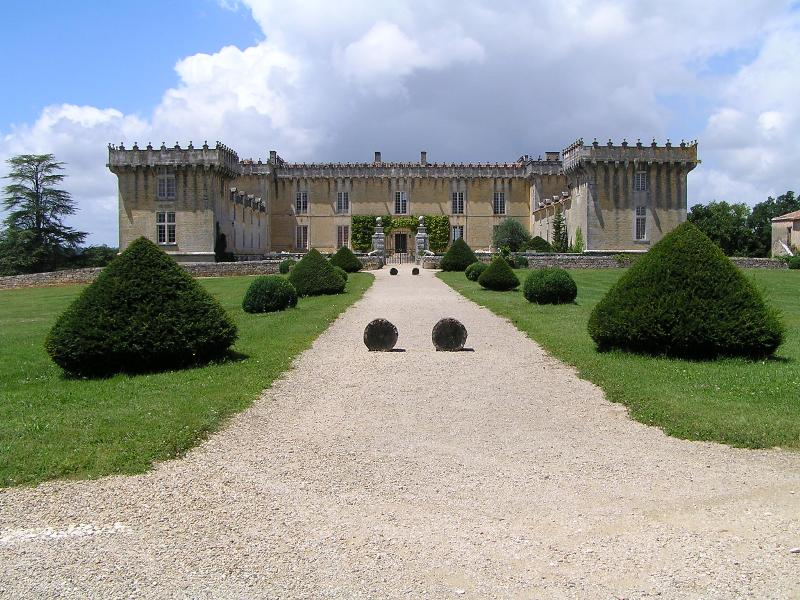
Château-Chesnel.

Au début du XVIe siècle, le roi François Ier, né à Cognac et dont le domaine de chasse comprenait les actuels « bois Martell » dans le prolongement du « grand parc » (actuel « parc François Ier »), termine les travaux de drainage du « pays bas » commencés par Jean d'Angoulême : le Fossé du Roy est recreusé et canalisé sur la majorité de son cours et un immense étang est créé en plaçant la bonde à l'étang cent mètres avant le confluent avec la Charente. Il fournissait chaque vendredi le poisson pour toute la population de Cognac. Comme cet étang recouvrait la voie romaine, il avait donc plus de quatre kilomètres suivant l'axe nord-sud, comme on peut le vérifier sur la carte de Cassini. La bonde fut supprimée à la fin du XIXe siècle et l'étang a disparu, sauf durant les hautes eaux de la Charente.
En 1559, après la bataille de Jarnac, Gaspard de Coligny rallia la cavalerie protestante pour organiser sa retraite sur Saint-Jean-d'Angély au pont sur l'Antenne et en 1651, le maréchal Folleville s'empara du pont que les frondeurs voulaient détruire. Un obélisque, au milieu du pont, commémore ces deux évènements.
Le château de Plumejeau a été pillé en 1569 ; c'est sans doute à ce moment qu'a été enterré le trésor de Cherves, découvert en 1896 et qui représente l'ensemble des objets liturgiques d'une paroisse prospère du XIIIe siècle. Plusieurs des onze pièces sont ornées d'émaux champlevés de Limoges.

### De la Révolution française à nos jours
Le 7 mars 1787 les représentants de Cherves à l'assemblée préliminaire des États généraux qui se tient à la salle capitulaire des Récollets de Cogac sont Jarnaud, André Pinaud et Jacques Naud et ceux de Richemont Antoine David et Nicolas Foucaud.
C'est en 1793 que sont créées les communes de Richemont et de Cherves, devenue Cherves-de-Cognac en 1956, et qui se sont associées en Cherves-Richemont en 1972.
En 1793, les chauffeurs de Migron, sous couvert de combattre des villages trop peu révolutionnaires, ont détruit le village de Croix-de-Pique maintenant disparu et en partie celui de Champblanc.
Au XIXe siècle, la vente du cognac fait la richesse de la région et de la commune. Cet argent explique le grand nombre de logis construits ou rénovés à cette époque. La brusque apparition du phylloxéra représente une tragédie économique locale au XIXe siècle. Des constructions sont arrêtées et restent ainsi, la région met longtemps à se relever.
La Première Guerre mondiale avec 84 morts à Cherves et 10 à Richemont provoque une baisse de la population des deux communes, cela malgré l'arrivée constante à Orlut de migrants venant travailler aux carrières de gypse. Une immigration un peu particulière car beaucoup étaient des réfugiés politiques, anarchistes, socialistes italiens, Républicains espagnols.
Durant la Seconde Guerre mondiale, le maquis de Saint-André était situé dans les bois de la commune de Saint-André qui vont jusqu'à l'Antenne sur la commune de Richemont et parmi ses premiers membres se sont trouvés des réfugiés espagnols.
Une partie de l'histoire est aussi liée au manoir de Champblanc, ayant appartenu à la famille Garandeau.
Au début du XXe siècle, la reine de Madagascar y séjourna.
Dans celui-ci, des réfugiés lorrains y seront accueillis au cours de la Seconde Guerre mondiale : « 60 orphelins, dit Guy Gauthier, avec dix sœurs et un moine. » Ils auraient été hébergés dans la tour, dite « la tour d’orgueil ».
La grange près du vieux pigeonnier servira alors de lieu de culte pour le voisinage.
Aujourd’hui repris par un propriétaire privé, la conservation de ce lieu reste la priorité de celui-ci.
Le 1er janvier 2024, la commune fusionne avec Saint-Sulpice-de-Cognac pour former Val-de-Cognac par décret préfectoral du 25 septembre 2023 et en devient une commune déléguée.

## Culture locale et patrimoine
Il est d'une remarquable richesse avec cinq monuments inscrits et quatre-vingt-un recensés sur la base Mérimée, vingt sites archéologiques, deux sites paléontologiques, un site naturel et un arbre remarquable.

### Patrimoine paléontologique
Le site paléontologique des carrières de Champblanc a permis de mettre au jour la faune d'une lagune datant de la fin du jurassique au début du crétacé, de nombreuses espèces de tortues, crocodiliens, poissons, de reptiles, de dinosaures et même de mammifères, datant de quelque 140 millions d'années, une période où les fossiles, notamment de mammifères, sont rares. La collection publique des spécimens est au musée d'Angoulême.
Les fouilles de l'abri sous roche de Bois-Roche montrent un maternity den de hyènes datant du paléolithique et des restes de bovidés, d'équidés et d'ongulés indéterminés de grande taille (cheval, bison).

### Patrimoine architectural

#### Monuments classés et inscrits

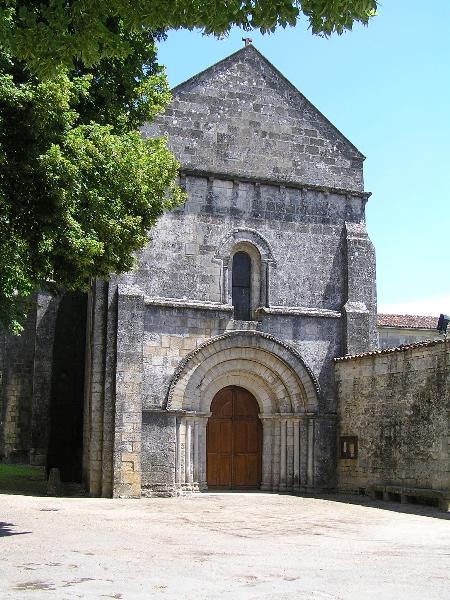
L'église Saint-Vivien.

- L'église Saint-Vivien de Cherves, de style roman, fut construite avant 1073 date de sa donation au prieuré Saint-Léger de Cognac. Au XIIe siècle on ajouta à la nef et au clocher carré l'abside actuelle puis l'absidiole du clocher. Plus tard elle a été fortifiée : elle a été rehaussée d'un chemin de ronde muni d'archères. Elle est classée monument historique depuis le 29 mars 1988[53].

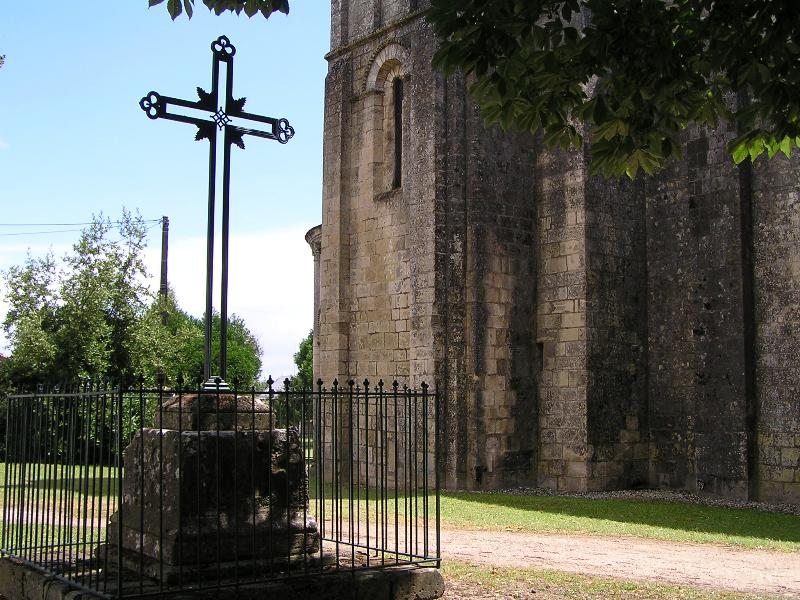
Croix devant l'église Saint-Vivien.

- Sur la place devant l'église, le socle de la croix médiévale du XVe siècle est inscrit depuis le 9 juillet 1932[53].
- Le Château Chesnel construit de 1610 à 1625, qui est de la première variété du style classique français, est inscrit depuis le 24 mai 1965. Le château et ses dépendances sont restés intacts depuis leur construction au début du XVIIe. Il est composé d'une vaste avant-cour rectangulaire à trois ailes ouvrant sur le château de plan carré, à cour centrale, et entouré de douves sèches sur quatre faces. Le bâtiment central comporte deux niveaux de baies carrées avec au milieu perron et porte. Il est encadré de deux pavillons ou tours carrées qui précèdent les ailes basses de retour. Un parapet, avec des merlons de fantaisie surmontés de boules, les couronne[44].
- La crypte du XIe siècle de l'église Saint-Georges de Richemont est classée depuis le 29 septembre 1907, tout comme est classé site naturel l'éperon rocheux sur lequel se trouve l'ensemble du site de Richemont. L'église a été rebâtie en 1857. Elle est proche des vestiges de l'ancien château fort, le château de Richemont, et forme avec lui et l'ancien cimetière, le site de Richemont.
- Le château de Richemont a été reconstruit au XVIIe siècle puis modifié lors de sa transformation en séminaire. Il est actuellement le siège d'un institut rural d'éducation et d'orientation (IREO). Le pigeonnier date de la fin du XVIe siècle (il a été construit entre 1574 et 1582). Du château reconstruit au XVIIe, il ne reste que le portail, la tour et le corps de logis[44],[11].
- Le Saint-Rémy est une maison de maître bâtie en 1698 avec un corps de logis rectangulaire flanqué de deux pavillons carrés qui le surplombent d’un étage. Côté jardin, dans le brisis de la couverture, sont aménagées cinq lucarnes sur le corps central et une sur chaque pavillon. Ces lucarnes sont flanquées d'ailerons et portent des frontons, les uns cintrés et surmontés d'acrotères, les autres triangulaires. La porte d'entrée est encadrée de pilastres ioniques. La façade et la toiture sont inscrits depuis le 25 juin 1979[44].

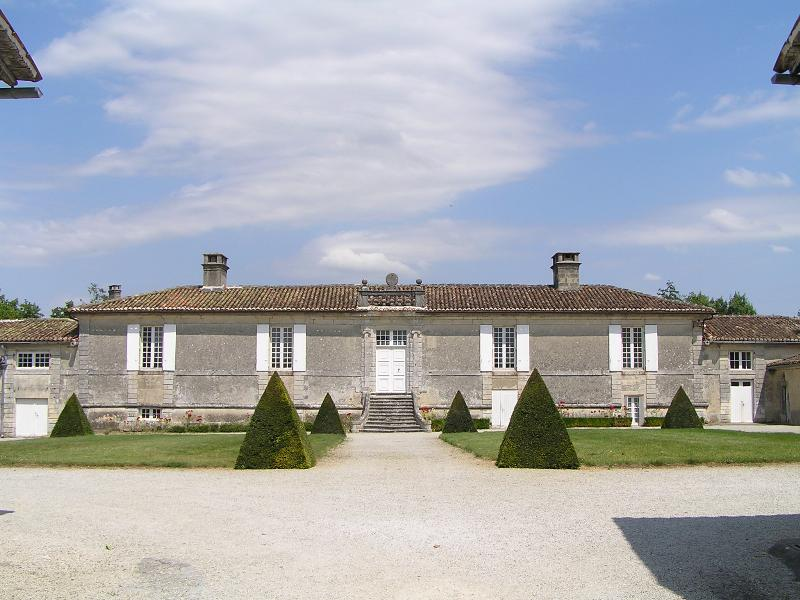
Logis de Boussac.

- Le logis de Boussac a été construit au XVIIe siècle mais l'existence du moulin est connue dès 1427. En 1786, autorisation est donnée de construire à l'arrière un moulin à papier qui a fonctionné jusqu’en 1831 puis a été transformé en moulin à farine[44].

#### Autres monuments
La voie romaine d'Agrippa (Chemin des Romains) de Saintes à Limoges et Lyon avec borne milliaire[Où ?] en bordure de la commune de Saint-Sulpice-de-Cognac traverse la commune d'est en ouest et en ligne droite parfaite jusqu'au pont de Saint-Sulpice.
Bourgneuf qui est déjà attesté à la fin de la guerre de Cent ans, se compose de deux ailes en équerre qui peuvent dater du XVIe siècle dont la jonction comporte une tourelle polygonale contenant un escalier à vis desservant un étage supérieur carré souligné de quatre encorbellements moulurés, le tout du XVIe siècle.
Bois-Roche : le logis actuel domine les ruines des fondations, d'une douve et de quelques salles voûtées restant de la place forte.
Il ne reste aucun bâtiment significatif du prieuré de Gandourie, de la commanderie Saint-Jean (ou Saint-André) de Richemont ou de la chapelle Saint-Barthélémy d'Orlut. Mais à Orlut, le terrain proche recèle un ancien cimetière avec ses sarcophages de pierre.
Trois autres manoirs méritent d'être mentionnés : le petit Coudret d'une part, le Coudret et Fontaulière d'autre part, qui sont des fiefs mentionnés avant le XVIe siècle mais dont les bâtiments même s'ils comportent des parties anciennes ont été beaucoup remaniés au XIXe siècle.

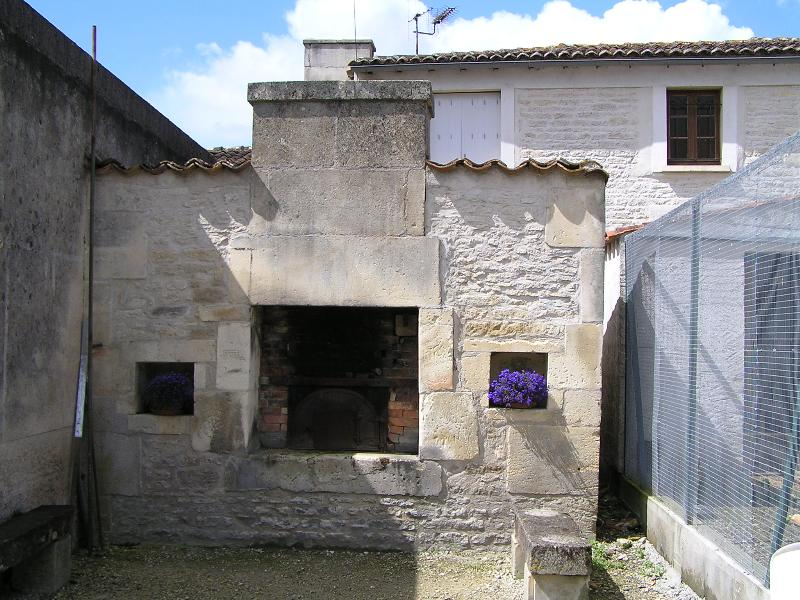
Four à pain.

Les moulins sur l'Antenne : le moulin de Chazotte et le moulin de Preziers tous deux transformés en gîtes, le moulin de la petite Houmade (sur le Ri Bellot), le moulin de Bricoine, le moulin de Boussac, le moulin des basses rues de Richemont.
Le moulin de Preziers qui était à deux roues (donc moulin noir et moulin blanc) appartient à la communauté d'agglomération du Grand Cognac. Il possède une chaussée, ouvrage très remarquable, et comme il est situé sur le cours principal de la rivière, il a une fonction de régulation de la rivière.
Sur la base Mérimée sont aussi mentionnées la gare, les trois écoles de Cherves, Richemont (1886) et Orlut (construite entre 1899 et 1903), des croix de chemin et de cimetière et de nombreux monuments funéraires de l'ancien cimetière du site de Richemont et des cimetières Richemont et de Cherves qui date de 1876 après transfert et transformation de l'ancien cimetière en place publique, la place de l'église. La « pierre des morts » située en bord de route à l'entrée de Cherves, à la fin de la côte en venant d'Orlut, permettait de poser le cercueil pour que les porteurs se reposent avant de reprendre leur marche jusqu'à l'église.
Le petit patrimoine rural est constitué de fermes dont une vingtaine datant du XVIIIe et du XIXe siècle sont recensées sur la base Mérimée comme six maisons et le four à pain du Palain. Mais aussi de lavoirs, fontaines, puits et porches charentais qui, au XIXe siècle, ont été la marque de la réussite financière et sociale. Ils comportent un porche et une porte cavalière et appartiennent à une enceinte ou ont été construits de façon purement décorative. Divers types de sculptures se retrouvent, voici les plus caractéristiques.

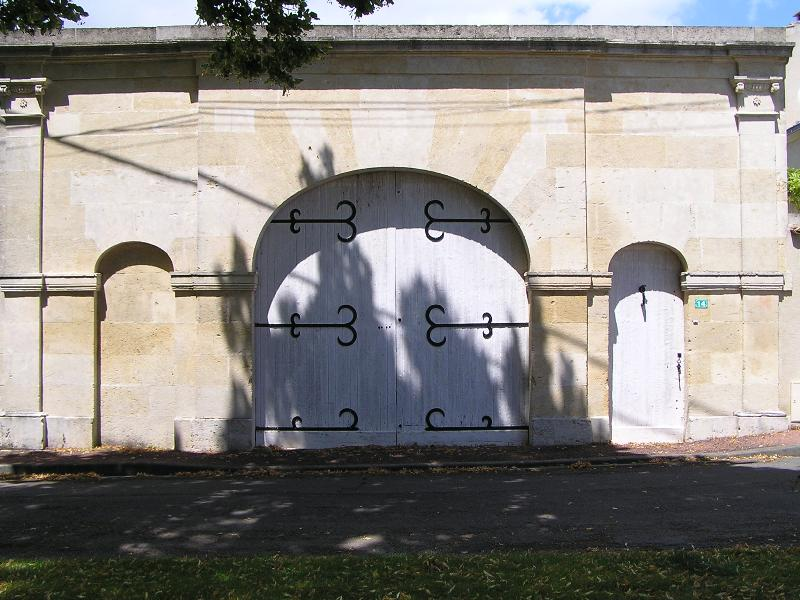
Dans le bourg de Cherves.
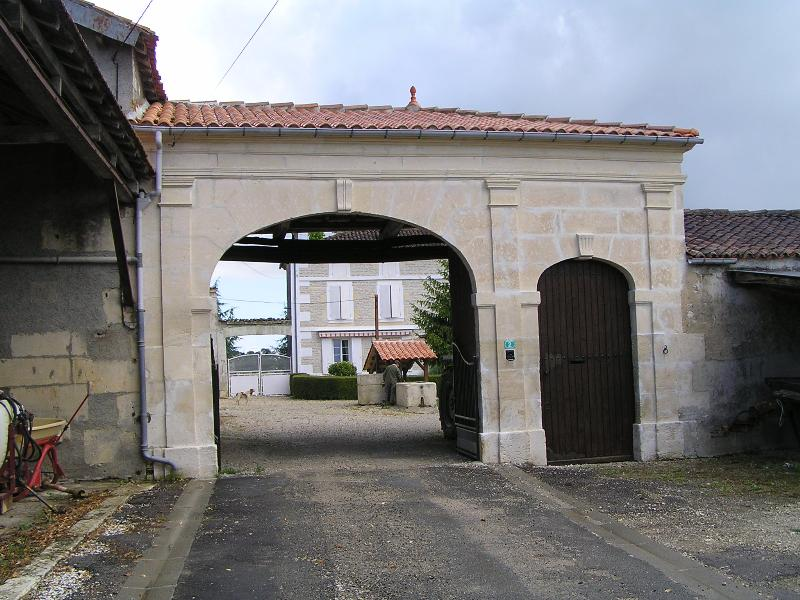
Ouvert sur la cour et son puits.
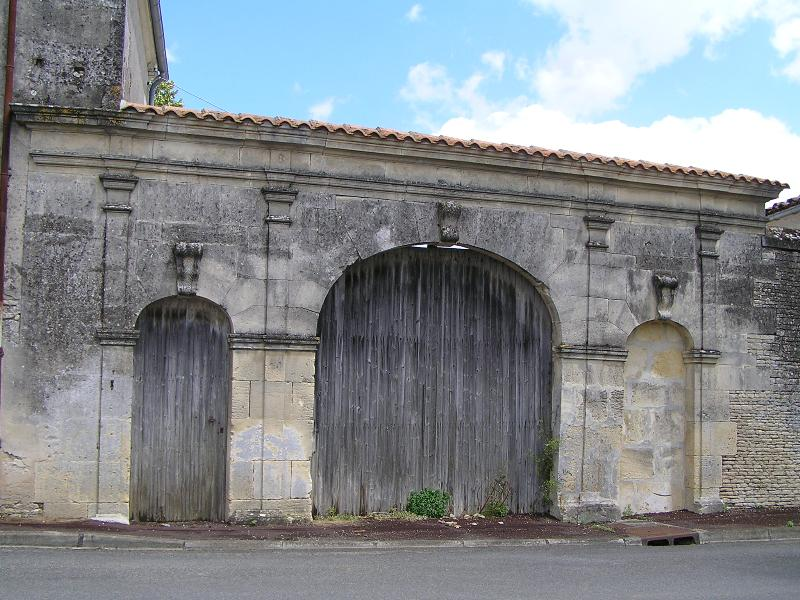
2e porche au Marais.
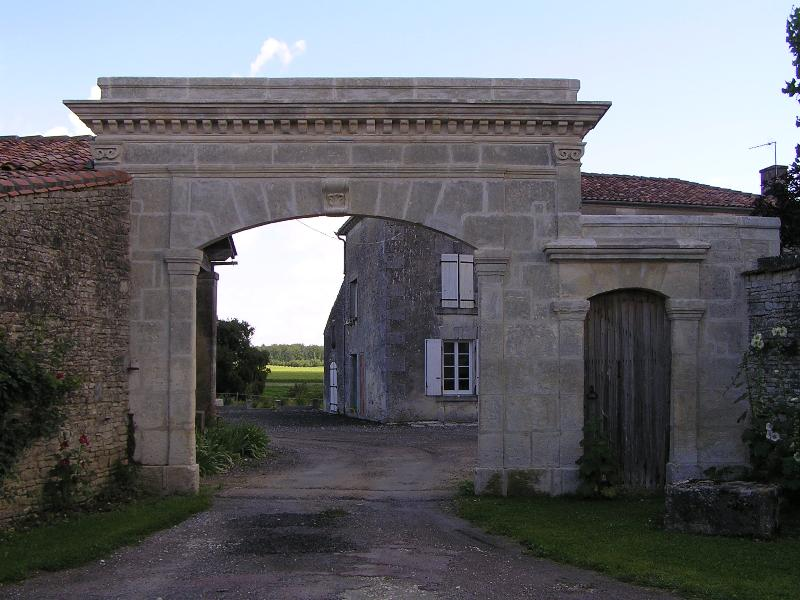
Porche à Orlut.
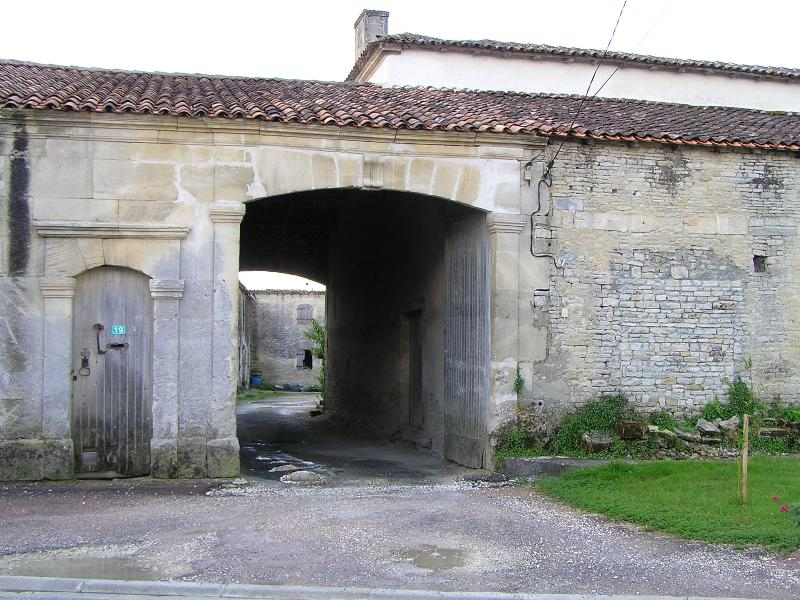
Autre porche à Orlut.
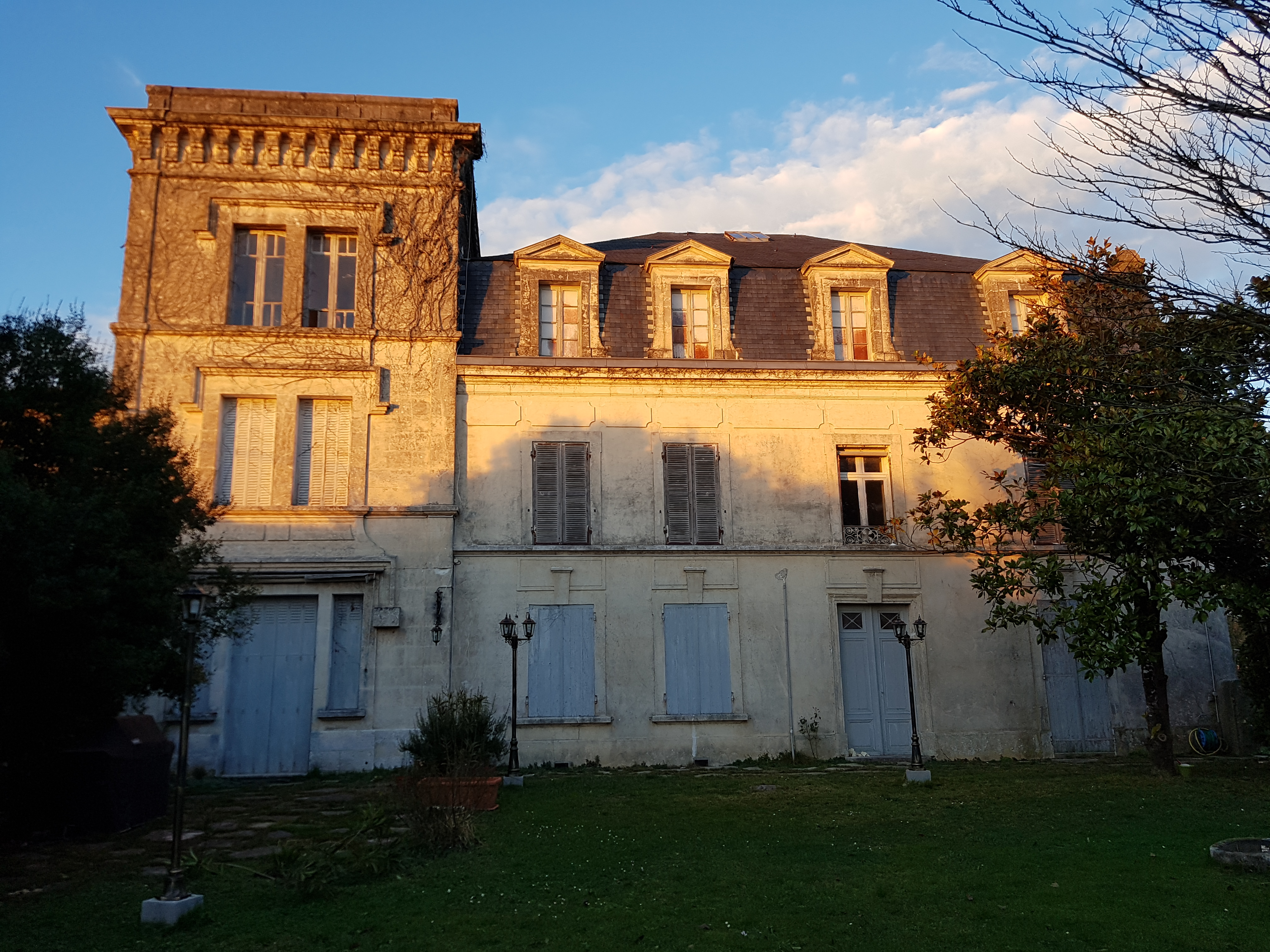
Manoir de Champblanc, avant restauration.

Les lavoirs sont au nombre de six au moins, depuis les lavoirs privés découverts de Bricoine et Boussac (creusé dans la roche), les lavoirs du Chausset et de Bugeard-Lorgère près de la via Agrippa, jusqu'aux très beaux lavoirs publics découverts de Fontenille et de la Fontaine Saint-Vivien qui accueillaient, dit-on, des processions pour faire pleuvoir.

#### Circuits
Le circuit architecture de la vallée de l'Antenne avec le logis de Brissac, ferme du XVIIIe siècle, la crypte et le Château de Richemont, le moulin de Preziers, Château-Chesnel, les porches charentais, en particulier des rues basses de Cherves et la maison à balet de Fontenille, sa fontaine et son petit lavoir.

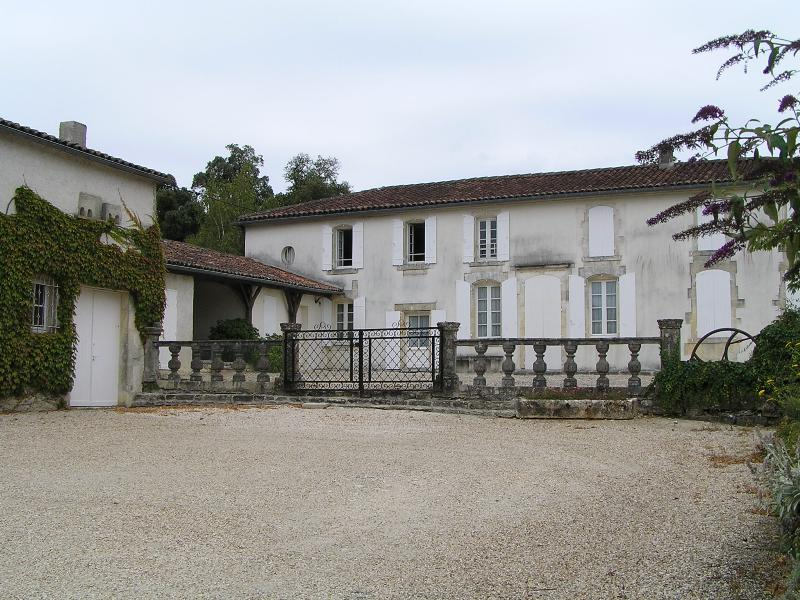
Logis de Brissac.
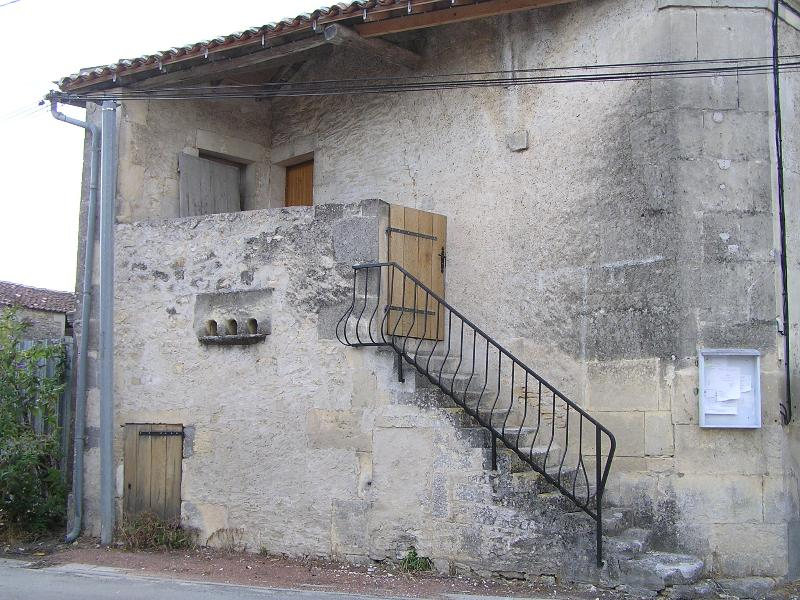
Maison à balet.
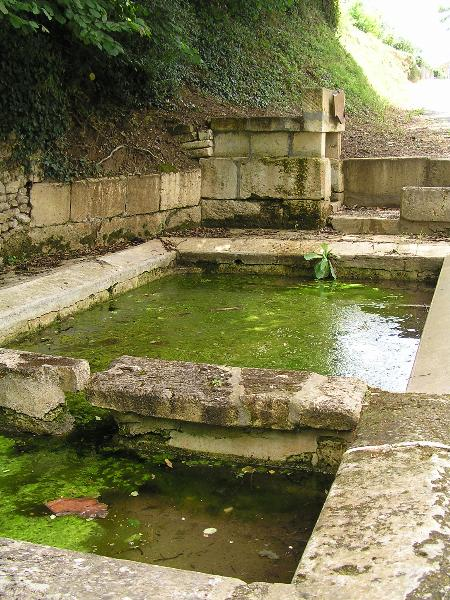
Fontaine et lavoir Saint-Vivien.
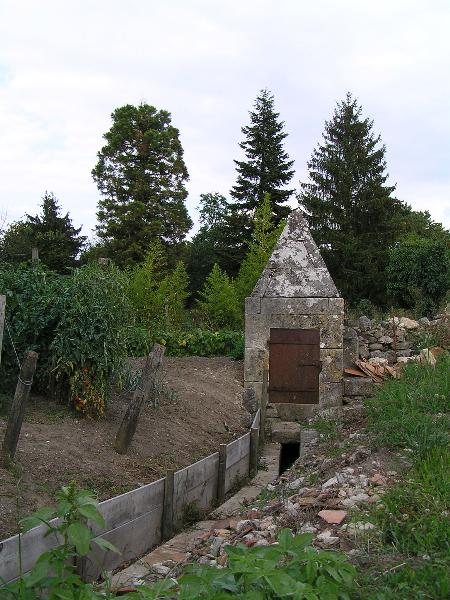
Fontaine.
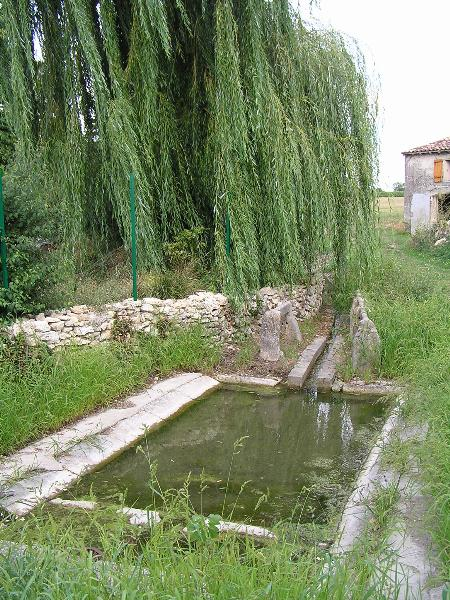
Lavoir de Fontenille.

Tout au long du « circuit des pigeonniers de l'Antenne », de nombreux pigeonniers, du plus imposant au plus modeste, ont été recensés dans la commune. Ces pigeonniers sont les fuies rondes du XVIe siècle du château de Richemont et de Château-Chesnel et les pigeonniers du XVIIe siècle, XVIIIe siècle, et XIXe siècle très divers.

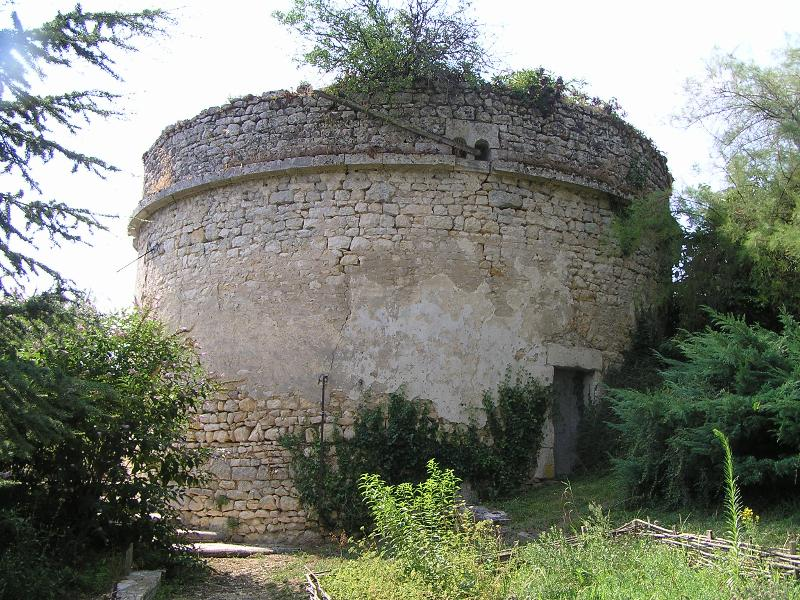
Richemont.
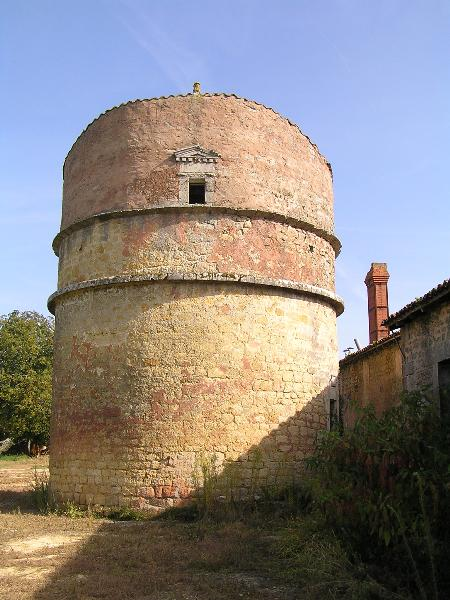
Château-chesnel.
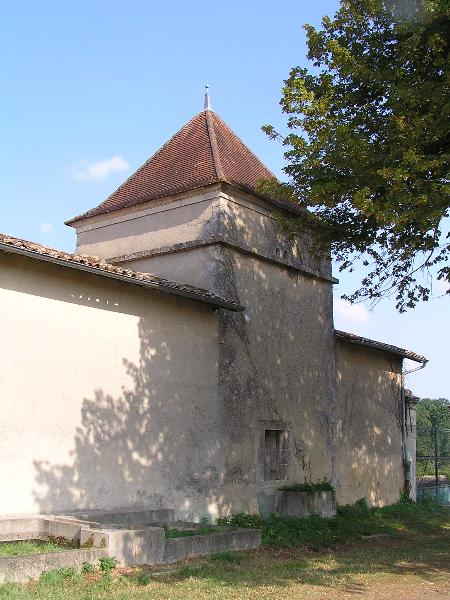
Boussac.
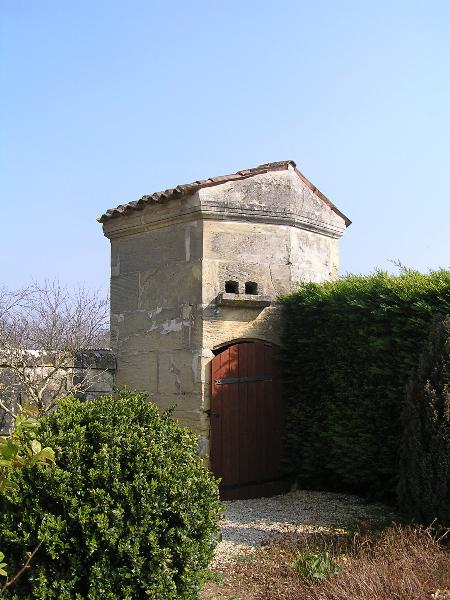
Relai de poste.

### Patrimoine environnemental

#### Zone naturelle d'intérêt écologique, faunistique et floristique (ZNIEFF)
Les anciennes carrières se sont remplies d'eau et sont un lieu d'escale pour les oiseaux migrateurs. Les « étangs d'Orlut » (ZNIEFF) sont une des zones de comptage d'oiseaux en Charente et les relevés sont publiés dans la revue de Charente-Nature, 192 espèces y ont été inventoriées. C'est une halte en particulier pour les grèbes, les oies, divers canards.
Deux zones sont inondables, la vallée de l'Antenne classée en zone Natura 2000 et le « pays bas », c'est-à-dire les champs depuis le Marais jusqu'à la « bonde à l'étang », les anciennes zones d'habitations du Marais, de Chante-Merle, d'Orlut et de Chamblanc restant épargnées.
La ZNIEFF 32 (forêt de Jarnac) n'est qu'en très petite partie sur la commune de Cherves-Richemont et la ZNIEFF 2, les trente hectares du Ri Bellot se trouve maintenant englobée dans la zone Natura 2000 de la vallée de l'Antenne.

#### Site Natura 2000 de la vallée de l'Antenne

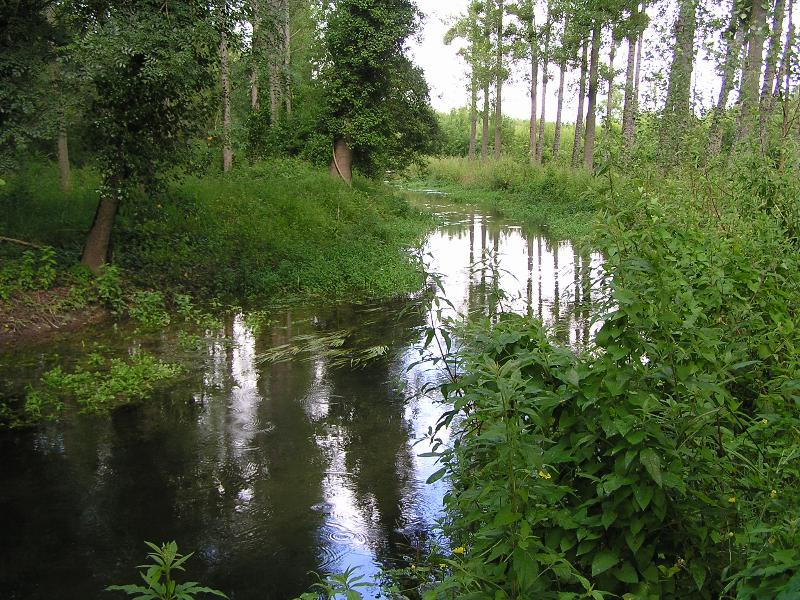
L'Antenne au moulin de Chazotte.

Le long de l'Antenne, on trouve une aulnaie-frênaie de bordure entretenue pour maintenir les berges, des peupleraies et des parcelles de chênes sur les hauteurs ainsi que des chênes verts qui signeraient d'anciennes truffières. Un chêne vert vieux de quatre à cinq siècles, situé au bord de l'Antenne, au niveau de moulin de Preziers, à l'entrée du conservatoire du vignoble charentais, a été classé « arbre remarquable » en 2014. Il est haut de 17 mètres pour une circonférence de 5,50 mètres, et la tempête de 1999 a fait chuter une de ses grosses branches.
Description faite dans la fiche de site FR5400473 « un des sites alluviaux régionaux les mieux conservés avec notamment des surfaces encore importantes couvertes d'aulnaie-frênaie inondable parcourue par un dense chevelu de bras secondaires de l'Antenne, une petite rivière aux eaux de bonne qualité ».
Cette rivière de première catégorie piscicole a un débit minimal moyen de 0,49 m3/s.

#### Flore
Les zones boisées qui représentent 760 hectares, soit 20 % de la superficie de la commune, sont très diverses et la moitié en a été classée au PLU afin d'en assurer le maintien.
En bordure des rivières, les aulnaies-fresnaies sont entretenues pour maintenir les berges et les peupleraies occupent les zones inondables.
Les bois de feuillus sont de deux types. Dans le nord de la commune prédomine le chêne pédonculé accompagné de frêne et d'érable champêtre, avec en dessous ajoncs, bruyères à balais, genêts, noisetiers et prunelliers. Dans les bois Martell, continuation du parc François Ier, dans le sud, c'est le chêne pubescent qui domine avec quelques zones de chênes sessiles et d'autres de chênes verts comme à la Grosse Usine. Les sous-bois présentent une très grande richesse en champignons, comestibles ou non.
En plus des fleurs habituelles, il a été noté la présence de fritillaire pintade dans les zones humides, d'anémone fausse renoncule sur les berges du Ri Bellot et sur les pelouses calcicoles, de diverses espèces d'orchidées.

#### Faune

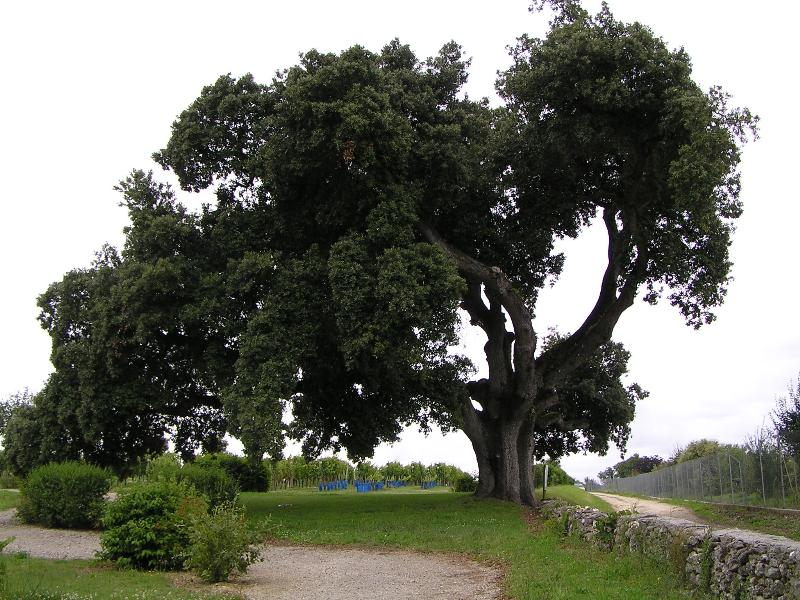
Arbre remarquable à l'entrée de conservatoire du vignoble charentais.

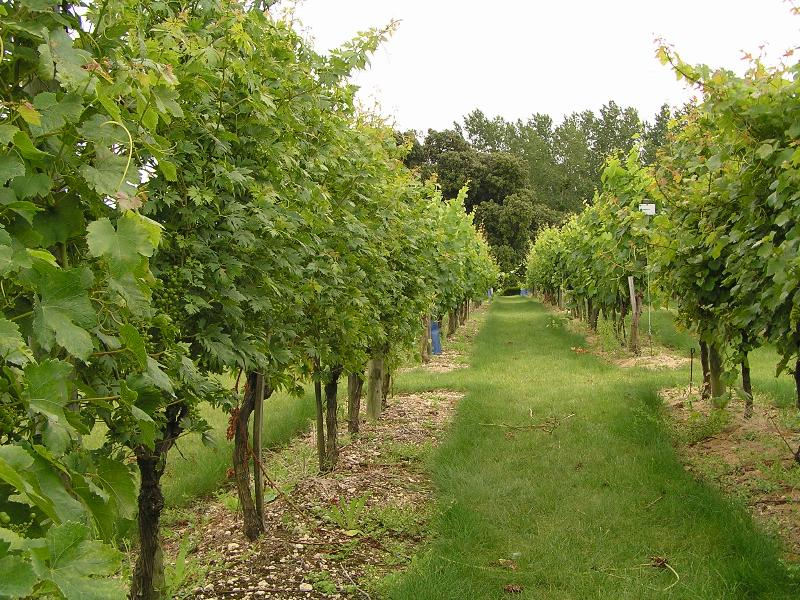
993 ha en vigne sur la commune. Conservatoire du vignoble charentais.

Les bois sont riches en sangliers et chevreuils dont la population est régulée par une chasse au « bracelet ». Les lièvres, les lapins, les renards, les fouines, les hérissons, les campagnols et quelques blaireaux sont présents sur ce territoire.
Les mammifères remarquables sont les loutres et les visons d'Europe, ce dernier n'est plus présent que dans sept départements français. De nombreuses mesures sont mises en place pour sa protection comme le piégeage des ragondins effectué avec des pièges munis d'une petite ouverture qui permet aux visons d'Europe de s'échapper.
Sont protégées aussi les très nombreuses chauve-souris dont beaucoup hivernent sur place ou tout près, dans les anciennes carrières de Saint-Sulpice : barbastelle, grand murin, grand et petit rhinolophe, vespertilion à oreilles échancrées et de Berchstein (Myotis) et de très nombreuses pipistrelles.
Les batraciens n'ont pas encore été recensés mais il y a présence de deux espèces de rainettes françaises, de crapauds et de salamandres.
Les poissons sont divers, dont brochet, truite, carpe, anguille mais aussi chabot, lamproie de Planer et lamproie de rivière dans l'Antenne) qui, en plus des salmonidés, est riche de cyprinidés d'eau vive (chevesne, barbeau, goujon). Les fossés ont été colonisés par les écrevisses américaines.
En plus de nombreux insectes courants, on trouve la rosalie des Alpes et plusieurs espèces de libellules.
Les oiseaux sont moins nombreux qu'ils l'ont été mais certaines espèces sont encore présentes : moineau, mésange charbonnière, coucou, pie, hirondelle et d'autres réapparaissent comme les huppes. Les tourterelles turques se sont multipliées.
Aux canards, hérons et poules d'eau habituels des étangs s'ajoutent des oiseaux qui s'y reposent en cours de migration, qui viennent se mettre à l'abri lors de tempêtes ou qui hivernent. Ainsi des centaines de vanneaux huppés sont des habitués.
Les rapaces sont revenus depuis qu'ils sont protégés, surtout de très nombreux milans noirs et des buses variables.
Parmi les oiseaux nocturnes chouette hulotte et chouette effraie sont très présents.

### Visites et randonnées naturalistes

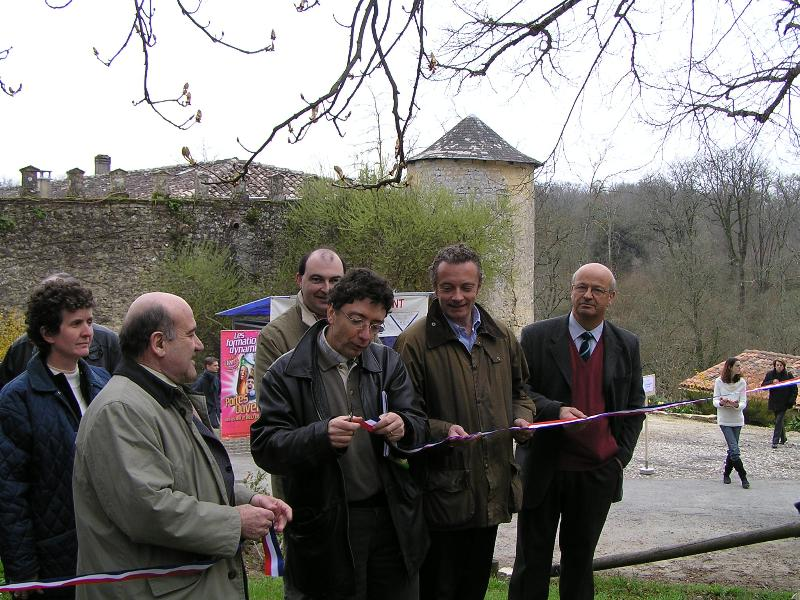
Inauguration du sentier botanique.

Le conservatoire du vignoble charentais avec à l'entrée un chêne vert de plus de quatre siècles, classé arbre remarquable. Le conservatoire recherche les espèces anciennes, les plantes et pratique des micro-vinifications pour les tester. Le promeneur constate le diversité des feuillages et des grappes qui contraste avec l'uniformisation croissante du vignoble depuis cinquante ans. C'est un musée vivant du vignoble.
Les circuits de randonnée :
- GR 4 de Royan à Grasse;
- circuit des chauffeurs, 12 km, qui passe par le moulin de Preziers et Château-Chesnel
- sentier botanique autour de la butte du château de Richemont avec départ au parking de l'IREO devant le pigeonnier.

### Patrimoine culturel

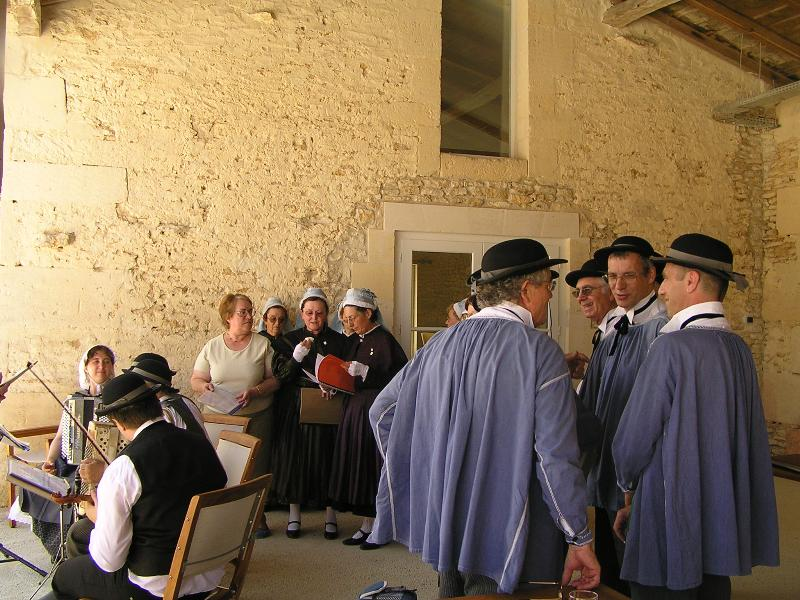
Costume local : coiffe bleu clair.

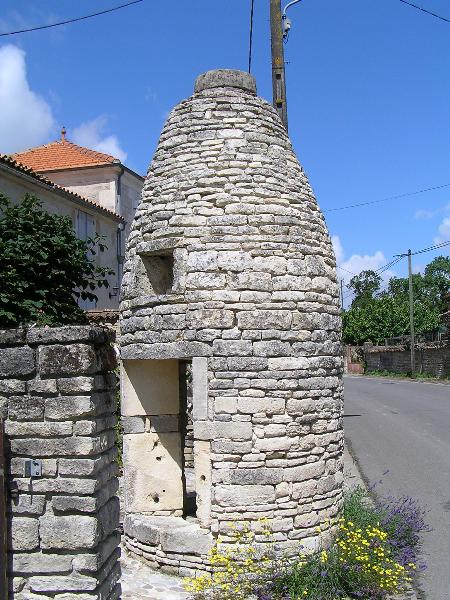
Puits d'Orlut.

Pour la crypte et le petit musée de Richemont une visite avec un guide est possible l'été.
Chaque été, les paléontologues basés à l'école d'Orlut présentent l'état d'avancement de leurs recherches et leurs nouvelles découvertes.
Chaque année, plusieurs spectacles de théâtre et de musique sont programmés à la salle municipale, à l'église Saint-Vivien, dans le clos du presbytère et dans la chapelle de Richemont.

### Personnalités liées à la commune
- Jean Monnet : son grand-père habitait au lieu-dit l'Épine et Jean Monnet raconte qu'avec lui il allait à la pêche sur l'Antenne et qu'en sa compagnie il a pris goût aux longues promenades à pied.
- Jean Hennessy (1867-1944) : élu député de la Charente en 1924, ministre de l'Agriculture du 11 novembre 1928 au 21 février 1930. Battu puis élu député des Alpes-Maritimes en 1936, il fait partie des 80 parlementaires qui refusent le vote des pleins pouvoirs au Maréchal Pétain. Né dans la commune.
- Antonius Willems (1954-) : sculpteur qui réside à Richemont.
- Georges Ménier (1873-1967) : député de la Charente, maire de Cognac, conseiller d'arrondissement, est né dans la commune.
- Fernand Bouyer, né en 1912 à Cherves-de-Cognac, employé de métro à Paris, militant communiste, condamné en octobre 1940 à quatre mois de prison pour activités antivychissoises ; après avoir été actif dans la résistance parisienne, il vint organiser la résistance dans le centre du Finistère, principalement à la tête de la « Compagnie De Gaulle », qui faisait partie du « bataillon Stalingrad » ; après la Seconde Guerre mondiale, il travailla à nouveau à la RATP[60].

### Héraldique
| Blason de Cherves-Richemont | Blason  | D’argent aux trois bâtons écotés de sinople.     |
| Blason de Cherves-Richemont | Détails | Le statut officiel du blason reste à déterminer. |

### Gastronomie
Bien sûr, le pineau et le cognac et sur Cherves-Richemont plusieurs producteurs font de la vente directe.
Tous les plats traditionnels charentais : le grillon, la daube de bœuf, le boudin et la « sauce de pire » ou lors de la « cuisine de goret », les fèves mangées petites à la croque au sel, les baraganes ou poireaux de vigne, les galettes charentaise dont chacun possède une recette familiale.

## Économie

### Agriculture
L'agriculture est principalement représentée par la viticulture en région délimitée des Borderies sur une zone qui est cultivée en vigne constamment depuis au moins la colonisation romaine. C'est aussi la présence de propriétaires distillateurs qui font de la vente directe de pineau des Charentes et cognac.
La commune abrite de nombreuses distilleries et chais ainsi que les très vastes chais de stockage des établissements Hennessy et des établissements Martell qui ont dû quitter l'enceinte de la ville de Cognac pour des raisons de sécurité.

### Industrie
L'industrie a débuté avec les carrières de gypse dont la présence a permis la création en 1878 de la plâtrière Daunizeau. Cette très importante industrie a eu sa ligne de chemin de fer la reliant à la gare de Cognac jusqu'en 1944. Elle est devenue le Groupe Garandeau qui, en 1987, employait dans cette unité cinquante salariés.
Le carrier Garandeau a installé son siège social à Cherves-Richemont. Il possède une trentaine de site implantés principalement en Charente, Charente-Maritime, Vienne et Gironde.Cette entreprise, créée en 1869, qui fait l'exploitation de produits de carrières, commerce de matériaux et transport, a un effectif (en 2008) de 520 salariés.
Son chiffre d'affaires en 2007 était de 92,2 millions d'euros,.
Placoplatre a créé en 1977 une usine de fabrication de plaques de plâtre qui employait sur cette unité 200 salariés en 1988, 150 en 2009.
La société Placoplatre fait maintenant partie de Saint-Gobain depuis 2005 après avoir appartenu à BPB (British Plasterboard).

### Tourisme
Il y a trois gîtes, la Grange de la Commanderie, le moulin de Preziers et le moulin de Chazotte, des chambres d'hôtes et le logis de Boussac, comme relais-château, ainsi que le Château de Champblanc.

### Foires et marchés
La foire le 28 de chaque mois a été supprimée en 1922, sauf celle du 28 mai qui s'accompagnait d'une fête foraine avec théâtre et bal et a perduré jusqu'en 1970.

### Commerces et artisanat
À défaut de marché ou de foire, les commerces sont présents malgré l'existence de supermarchés à Cognac et dans ses alentours : superette, boulangeries, boucherie, café-restaurant à Cherves . La commune a aussi ses artisans : coiffeuse, garagiste, maçons, couvreurs, paysagiste, etc.
Les statistiques officielles de 1994 (mais il n'y a pas eu d'évolution notable depuis) recensent 114 entreprises dont 46 agricoles, quatre agro-alimentaires, sept industrielles, sept du BTP et 17 commerces. Sur ces 114 entreprises, 67 n'ont pas de salarié.

## Vivre à Cherves-Richemont

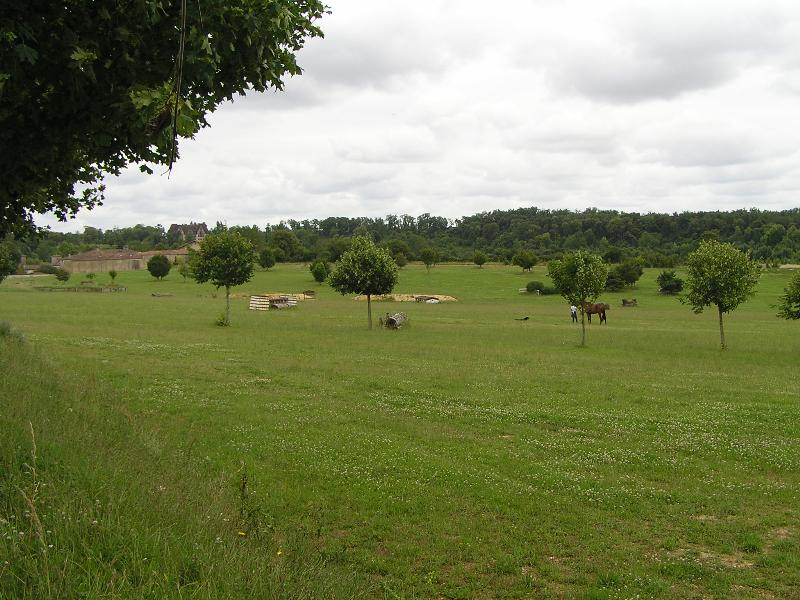
Centre Équestre.

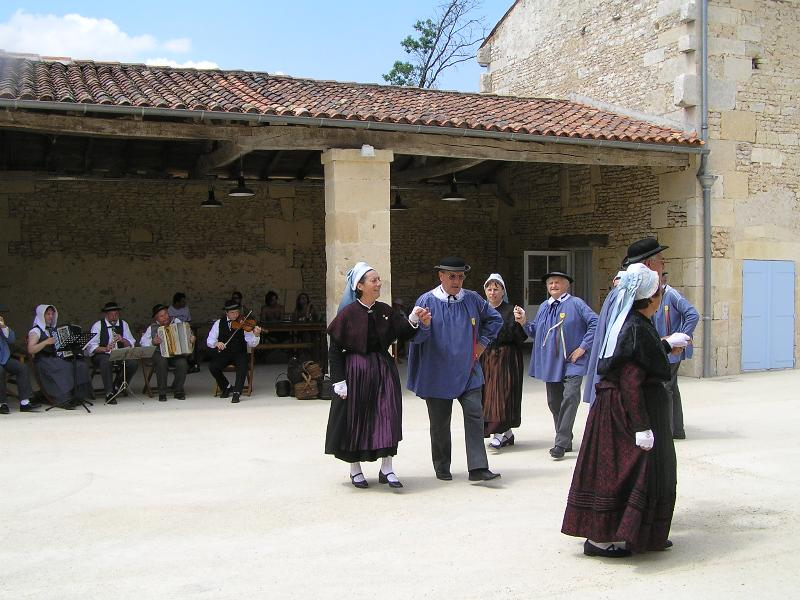
Les gars d'o pays bas au moulin de Preziers.

### Emploi
Les statistiques de 1990 donnent 1 071 actifs sur la commune, les emplois salariés étant sur la commune pour 374 d'entre eux, sur la ville de Cognac pour 463 autres.
Ils sont pour 11,1 % dans l'agriculture, 34,6 % dans l'industrie et 51,3 % dans le tertiaire. Ils se répartissent en 5,1 % d'agriculteurs, 4,7 % d'artisans, 7,7 % de cadres, 21,8 % de professions intermédiaires, 20,9 % d'employés et 39,7 % d'ouvriers.
Il y avait 745 emplois sur la commune, 160 dans l'agriculture, 324 dans l'industrie, 36 dans le BTP, 156 dans les services marchands et 84 dans les services non marchands.

### Sports et activités
- Centre équestre avec piste d'entraînement qui dépend de la communauté d'agglomération du Grand Cognac
- Stade et club de foot
- Courts de tennis et club de tennis
- Terrain de pétanque et club
- Pêche avec la fédération de pêche sur l'Antenne, la « Truite chamblancaise » sur un étang et la pêche à la mouche sur un autre étang
- Chasse
- Tir au pigeon
- Gymnastique volontaire
- Twirling-baton

### Vie culturelle et associative
- ANLP (Antenne Nature Loisirs Patrimoine)[67]
- Gars d'o pays bas : groupe patoisant, (danses et chants traditionnels)
- Amis de Richemont
- Comité des fêtes d'Orlut qui organise la frairie d'Orlut à Pâques et le brin d'aillet du 1er-Mai
- Club du troisième âge
- Association des anciens combattants
- Comité de jumelage

Tous organisent diverses fêtes associatives ou paroissiales, lotos, banquets, animations, etc. Des animations en commun pour le Téléthon et des animations au moulin de Prezier pour les journées du patrimoine et des moulins en juin et le marché de Noël mi-décembre. La municipalité coordonne et organise le pique-nique et le feu d'artifice du 14-Juillet.

### Lieux de cultes
Culte catholique à l'église Saint-Vivien et activité pastorale par la communauté Saint-Jean.

### Services publics
- Mairie de Cherves et mairie annexe de Richemont
- Bureau de poste
- Eau par les forages de la fosse du Thidet sur la commune de Houlette pour le pays bas et celui de l'Île Marteau pour le plateau avec interconnexion
- Assainissement pour les bourgs de Cherves et d'Orlut et tous les nouveaux lotissements
- ADSL sauf sur le Palain et Masseville pour lesquels une solution est recherchée
- Sécurité sociale et assistante sociale : permanences hebdomadaires dans les locaux de la mairie

## Politique et administration

### Situation administrative

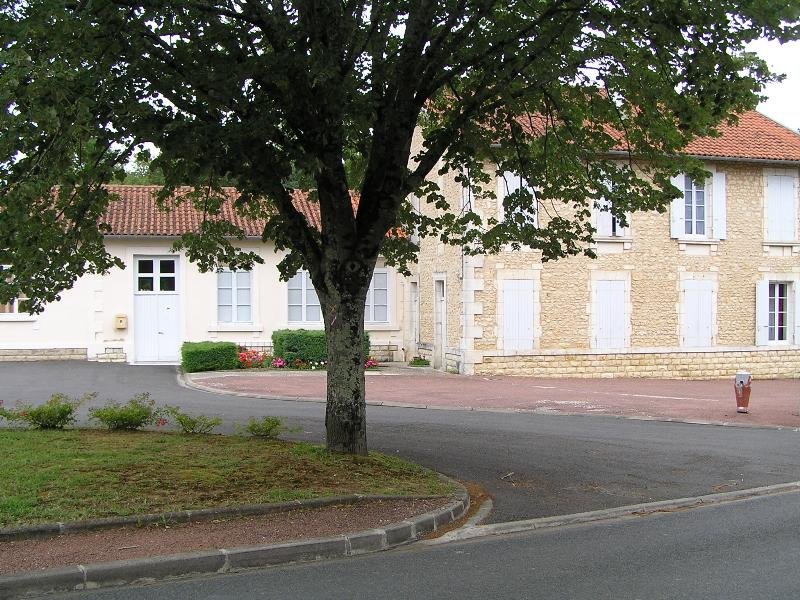
Place de Richemont.

La commune de Cherves-Richemont est une commune de la Charente dans la région Nouvelle-Aquitaine. Elle fait partie du canton de Cognac-Nord qui, avec le canton de Cognac-Sud, compose la communauté d'agglomération du Grand Cognac. Celle-ci appartient au Pays Ouest-Charente Pays du cognac (qui ne se recoupe pas avec la circonscription législative, la commune appartenant à la deuxième circonscription de la Charente).
Le conseil municipal siège à la mairie qui est au centre du bourg de Cherves, Richemont a le statut de commune associée et possède une mairie annexe. L'élection municipale est nominale, avec seize élus sur Cherves et trois élus sur Richemont. Parmi ces dix-neuf conseillers, actuellement tous élus sur une liste d'intérêts communaux, sont élus un maire, un maire délégué et cinq adjoints. Le nombre d'élus est revu à chaque recensement et il était de vingt-trois (dix-neuf à Cherves et quatre à Richemont) jusqu'en 2001, élection où il a été diminué, la population étant passée juste en dessous de 2 500.
Il y trois bureaux de vote à Cherves (mairie, centre socio-culturel et Orlut) et un à la mairie de Richemont. En 2007, il y a 1 945 inscrits et les résultats des dernières élections sont sans différence marquée avec le national : aux présidentielles, 1 594 exprimés avec 812 pour Nicolas Sarkozy et 782 pour Ségolène Royal mais aux législatives, pour 1 233 votants, 614 voix à Marie-Line Reynaud, PS
qui a été élue, et seulement 577 voix à Jérôme Mouhot, UMP. Sur la commune, Orlut vote traditionnellement beaucoup plus à gauche que Richemont et le bourg de Cherves.
La sous-préfecture est à Cognac, tout comme la chambre de commerce, la chambre d'agriculture, le BNIC (Bureau National Interprofessionnel du Cognac), le tribunal de commerce, le tribunal d'instance ainsi que le siège de la communauté d'agglomération du Grand Cognac logée dans les anciens bâtiments Monnet. La commune de Cherves-Richemont y a quatre délégués élus par le conseil municipal en son sein.
Le SIVOM, syndicat intercommunal, a gardé les compétences d'entretien de l'Antenne, des fossés du pays bas, de l'ancien syndicat de cylindrage, de l'eau et de l'assainissement. Le SVDM, syndicat départemental, lui a repris la compétence déchets ménagers (collecte et traitement). Un SIVU a été créé pour la restauration scolaire avec construction d'une cuisine centrale en centre bourg de Cherves.

### Liste des maires

#### Cherves-Richemont
| Période     | Période  | Identité            | Étiquette          | Qualité                                         |
| ----------- | -------- | ------------------- | ------------------ | ----------------------------------------------- |
| 1973        | 1974     | Julien Garandeau    | radical-socialiste | Industriel, ingénieur de l'École centrale Paris |
| 1974        | 1980     | Jean-Marie Weber    |                    | Propriétaire-viticulteur                        |
| 1980        | 1995     | André Guillot       |                    | Boucher                                         |
| 1995        | 2006     | Gérard Lavigne      |                    | Retraité (enseignement)                         |
| depuis 2006 | mai 2020 | Alain Riffaud       | Divers Droite      | Retraité (cadre)                                |
| mai 2020    | En cours | Jean-Marc Girardeau |                    |                                                 |

#### Richemont
Liste des maires de Richemont avant son association avec Cherves-de-Cognac en 1972.
| Période                                  | Période | Identité           | Étiquette | Qualité |
| ---------------------------------------- | ------- | ------------------ | --------- | ------- |
| 1838                                     | 18--    | 1° monsieur Menard |           |         |
| 18--                                     | 18--    | 2° monsieur Menard |           |         |
| 18--                                     | 1880    | 3° monsieur Menard |           |         |
| 1880                                     | 1919    | Justin Filloux     |           |         |
| 1919                                     | 1939    | Aris Grenet        |           |         |
| 1939                                     | 1944    | Jean Merceron      |           |         |
| 1944                                     | 1953    | Georges Clerc      |           |         |
| 1953                                     | 1965    | Madame Hennessy    |           |         |
| 1965                                     | 1972    | James Hennessy     |           |         |
| Les données manquantes sont à compléter. |         |                    |           |         |

#### Cherves de Cognac
Liste des maires de Cherves-de-Cognac avant son association avec Richemont en 1972.
| Période | Période | Identité                                    | Étiquette          | Qualité                  |
| ------- | ------- | ------------------------------------------- | ------------------ | ------------------------ |
| 1800    | 183-    | monsieur Babin                              |                    |                          |
| 1836    | 1838    | monsieur Drouinaud                          |                    |                          |
| 1838    | 1841    | monsieur Delalai                            |                    |                          |
| 1841    | 1849    | monsieur Tachet                             |                    |                          |
| 1849    | 1865    | monsieur Hillairet                          |                    |                          |
| 1865    | 1876    | Édouard Martell                             |                    | Député                   |
| 1876    | 1884    | monsieur Brunet                             |                    |                          |
| 1884    | 1888    | monsieur Ménard                             |                    |                          |
| 1888    | 1913    | Édouard Martell                             |                    | Sénateur                 |
| 1920    | 1921    | Jean-Achille Pallas                         |                    |                          |
| 1921    | 1929    | Denis Cayla                                 |                    | Propriétaire-viticulteur |
| 1939    | 1944    | intérim entre Mrs Barraud et Paul Garandeau |                    |                          |
| 1944    | 1961    | Paul Garandeau                              | radical-socialiste | Industriel               |
| 1961    | 1972    | Julien Garandeau                            | radical-socialiste | Industriel               |

### Fiscalité et budget
La pression fiscale sur les particuliers de la commune est modérée : la taxe d'habitation s'élevait en 2006 à 7,15 % à laquelle il faut ajouter le taux départemental de 7,55 %. La taxe foncière s'élève quant à elle à 12,20 % la même année sur les propriétés bâties (plus 16,09 % pour le département et 3,32 % pour la région) et 38,49 % sur les propriétés non bâties (plus 33,13 % pour le département, 8,86 % pour la région et 14,30 % pour la chambre d'agriculture),.
Le budget municipal de fonctionnement de 2006 s'est élevé à 2 150 589,79 euros de dépenses pour 2 324 161,72 euros de recettes, soit un excédent de fonctionnement de 173 571,93 euros.
Les principaux postes de dépenses sont les dépenses de personnel (44,61 %), les charges de gestion courante (22,25 %) et les autres charges de gestion courante (31,44 %)
Le budget municipal d'investissement de 2006 s'est élevé à 438 367,49 euros de dépenses pour 610 018,68 euros de recettes, soit un excédent de 171 643,19 euros mais seulement 45 % des dépenses d'investissement programmées ont été réalisées (retard de divers chantiers).

## Démographie

### Évolution démographique
L'évolution du nombre d'habitants est connue à travers les recensements de la population effectués dans la commune depuis 1793. Pour les communes de moins de 10 000 habitants, une enquête de recensement portant sur toute la population est réalisée tous les cinq ans, les populations de référence des années intermédiaires étant quant à elles estimées par interpolation ou extrapolation. Pour la commune, le premier recensement exhaustif entrant dans le cadre du nouveau dispositif a été réalisé en 2008.
En 2021, la commune comptait 2 285 habitants, en évolution de −6,24 % par rapport à 2015 (Charente : −0,48 %, France hors Mayotte : +2,11 %).
Le maximum de la population a été atteint en 1982 avec 2 665 habitants.
| 1793 | 1800 | 1806 | 1821  | 1831  | 1841  | 1846  | 1851  | 1856  |
| ---- | ---- | ---- | ----- | ----- | ----- | ----- | ----- | ----- |
| 986  | 985  | 909  | 1 258 | 1 424 | 1 523 | 1 711 | 1 920 | 1 924 |

| 1861  | 1866  | 1872  | 1876  | 1881  | 1886  | 1891  | 1896  | 1901  |
| ----- | ----- | ----- | ----- | ----- | ----- | ----- | ----- | ----- |
| 2 028 | 2 120 | 2 030 | 1 860 | 1 809 | 1 813 | 1 975 | 2 306 | 2 355 |

| 1906  | 1911  | 1921  | 1926  | 1931  | 1936  | 1946  | 1954  | 1962  |
| ----- | ----- | ----- | ----- | ----- | ----- | ----- | ----- | ----- |
| 2 277 | 1 980 | 1 759 | 1 711 | 1 761 | 1 565 | 1 682 | 1 854 | 1 786 |

| 1968  | 1975  | 1982  | 1990  | 1999  | 2006  | 2008  | 2013  | 2018  |
| ----- | ----- | ----- | ----- | ----- | ----- | ----- | ----- | ----- |
| 1 821 | 2 602 | 2 665 | 2 528 | 2 447 | 2 454 | 2 420 | 2 452 | 2 302 |

| 2021  | - | - | - | - | - | - | - | - |
| ----- | - | - | - | - | - | - | - | - |
| 2 285 | - | - | - | - | - | - | - | - |

### Pyramide des âges
La population de la commune est relativement âgée.
En 2018, le taux de personnes d'un âge inférieur à 30 ans s'élève à 28,1 %, soit en dessous de la moyenne départementale (30,2 %). À l'inverse, le taux de personnes d'âge supérieur à 60 ans est de 35,5 % la même année, alors qu'il est de 32,3 % au niveau départemental.
En 2018, la commune comptait 1 128 hommes pour 1 174 femmes, soit un taux de 51 % de femmes, légèrement inférieur au taux départemental (51,59 %).
Les pyramides des âges de la commune et du département s'établissent comme suit.
| Hommes | Classe d’âge | Femmes |
| ------ | ------------ | ------ |
| 1,2    | 90 ou +      | 1,2    |
| 11,4   | 75-89 ans    | 12,1   |
| 22,4   | 60-74 ans    | 22,7   |
| 23,0   | 45-59 ans    | 21,5   |
| 14,9   | 30-44 ans    | 13,3   |
| 14,1   | 15-29 ans    | 16,3   |
| 12,9   | 0-14 ans     | 12,9   |

| Hommes | Classe d’âge | Femmes |
| ------ | ------------ | ------ |
| 1      | 90 ou +      | 2,7    |
| 9,2    | 75-89 ans    | 12     |
| 20,6   | 60-74 ans    | 21,3   |
| 20,7   | 45-59 ans    | 20,3   |
| 16,8   | 30-44 ans    | 16     |
| 15,6   | 15-29 ans    | 13,4   |
| 16,1   | 0-14 ans     | 14,3   |

### Richemont
| 1793 | 1800 | 1806 | 1821 | 1831 | 1836 | 1841 | 1846 | 1851 |
| ---- | ---- | ---- | ---- | ---- | ---- | ---- | ---- | ---- |
| 252  | 163  | 234  | 264  | 222  | -    | 289  | 430  | 440  |

| 1856 | 1861 | 1866 | 1872 | 1876 | 1881 | 1886 | 1891 | 1896 |
| ---- | ---- | ---- | ---- | ---- | ---- | ---- | ---- | ---- |
| 438  | 290  | 412  | 399  | 456  | 401  | 382  | 411  | 406  |

| 1901 | 1906 | 1911 | 1921 | 1926 | 1931 | 1936 | 1946 | 1954 |
| ---- | ---- | ---- | ---- | ---- | ---- | ---- | ---- | ---- |
| 420  | 416  | 289  | 323  | 385  | 357  | 355  | 346  | 317  |

| 1962 | 1968 | - | - | - | - | - | - | - |
| ---- | ---- | - | - | - | - | - | - | - |
| 296  | 272  | - | - | - | - | - | - | - |

### Remarques
En 1791 la commune de Cherves est notée avoir 1074 habitants.
Cherves absorbe en 1867 Crouin (en partie, avec Cognac), et Richemont en 1972. La population de Richemont s'est additionnée à celle de Cherves à cette date. En fait, Cherves et Richemont demeurent deux communes associées.
En 1990, la légère décroissance de la population est due à un solde migratoire négatif (-160) alors que le solde des naissances (+1,5 %) et des décès (-0,94 %) reste positif. Les doubles comptes donnent 102 habitants de plus, surtout des étudiants comptabilisés dans leur ville universitaire, ce qui contribue avec le retour au pays au moment de la retraite au léger vieillissement de la population qui reste cependant très inférieur à celui du reste du département qui n'a que 22,32 % de 0 à 19 ans mais 26,55 % de 60 ans et plus.
| âge            | nombre | %      |
| -------------- | ------ | ------ |
| 0 à 19 ans     | 675    | 26,7 % |
| 20 à 39 ans    | 710    | 28,1 % |
| 40 à 59 ans    | 693    | 27,4 % |
| 60 à 74 ans    | 295    | 11,6 % |
| 75 ans et plus | 155    | 6,1 %  |

La taille moyenne des ménages était de 2,9 personnes, ménages qui, en 1990, habitaient dans 873 résidences principales (il y avait aussi 24 résidences secondaires). Sur les 72 logements alors vacants, certains sont à nouveau occupés (branchement EDF rétabli). Et durant ces quinze ans, de nouveaux logements ont été construits, la plupart dans des lotissements pilotés par la municipalité et la dernière source INSEE donne 1 032 logements sur la commune, un accroissement de 63 logements soit 6,5 %,.
Les statistiques sur le niveau d'études montrent 33 % niveau primaire, surtout chez les plus de 60 ans (21,2 %), 34,9 % niveau collège, 12,8 % niveau lycée et 11,3 % (dont uniquement 1 % de plus de 60 ans) ayant un niveau d'études supérieures. Mais ces statistiques sont biaisées de deux façons : les 17 à 25 ans étudiants, avec les doubles comptes, sont comptabilisés dans leur ville universitaire et ils sont presque cent pour Cherves-Richemont sur le chiffrage étudié. D'autre part, les études agricoles, les CAP et les BP ne sont comptabilisés à leur niveau qu'au stade du bac pro ou du BTS.

## Équipements et services

### Équipements socio-culturels

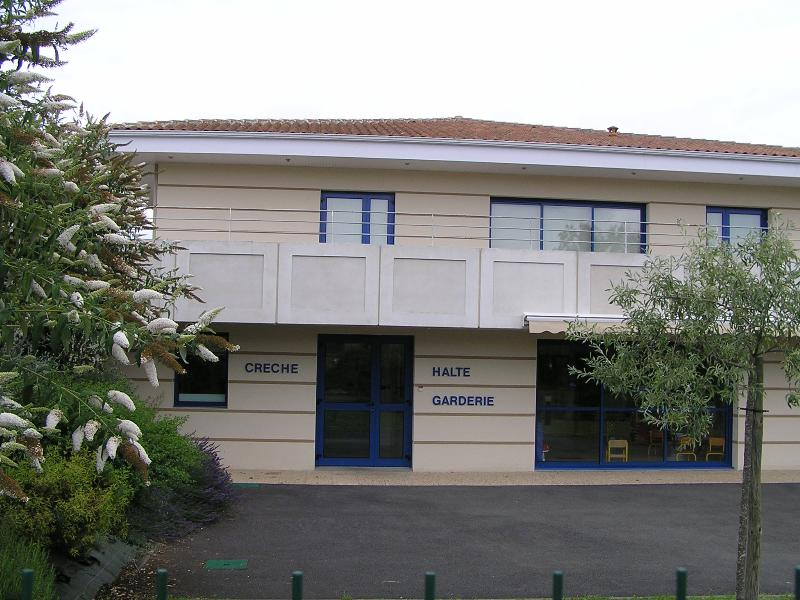
Centre socio-culturel.

En 2013, la commune possède des équipements socio-culturels de qualité tels que :
- Centre socio-culturel : crèche et halte-garderie les « Titous » et bibliothèque-médiathèque avec accès internet
- Trois salles municipales : la grande salle municipale de Cherves construite en 1923, la salle municipale d'Orlut, toutes deux comportant une cuisine, et la salle multifonctions située dans l'enceinte du stade
- L'ancienne école publique de Richemont est à la disposition des associations
- L'ancienne école publique d'Orlut est actuellement réservée aux paléontologues pour les campagnes de fouilles
- Deux lotissements de maisons individuelles locatives HLM et des appartements de la commune à loyer modéré (écoles, ancienne gendarmerie, etc.)
- L'ADMR assure l'aide à domicile et il existe un service de livraison de repas avec un SIVU "cuisine centrale" pour la restauration scolaire.

### Enseignement

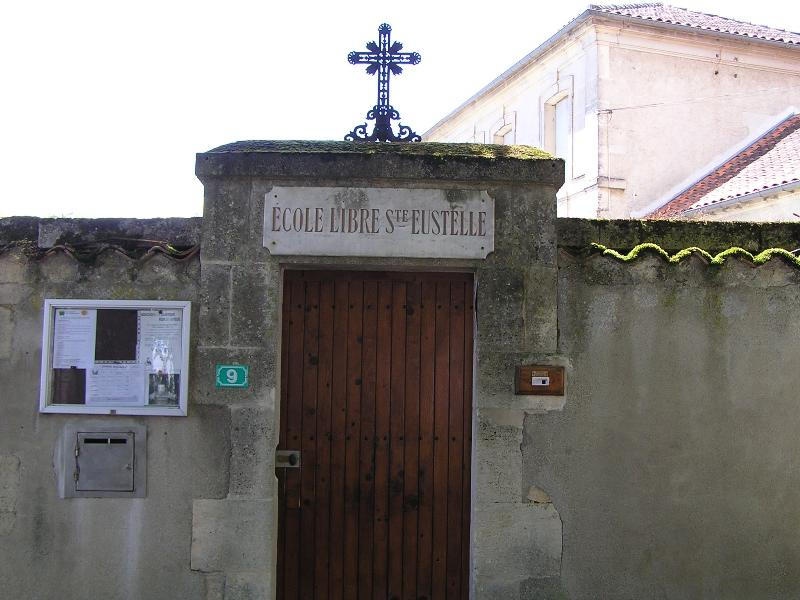
École Sainte-Eustelle.

Le département relève de l'académie de Poitiers, les collèges et lycées sont à Cognac, les centres universitaires sont à Poitiers, La Rochelle et Angoulême.
Sur la commune sont présentes, avec cantine et garderies pré et post-scolaire, l’école maternelle publique Jean-Marie-Weber, de trois classes avec 59 inscrits pour la rentrée 2007 et l’école élémentaire publique Paul-Garandeau, de cinq classes avec 142 inscrits pour la rentrée 2007.
Il y a aussi une école privée, maternelle et primaire, l'école Sainte-Eustelle, et un établissement d'enseignement agricole, l'IREO de Richemont. Ses formations sont en alternance, du Bac Pro au BTS dans les secteurs de l'agriculture, de l'équin, de la viticulture, du service aux personnes et de l'économie sociale.

### Santé
L'hôpital et la clinique sont à Cognac et à Châteaubernard et l'offre de soins sur la commune est complète : groupe médical avec trois médecins généralistes, chirurgien-dentiste, cabinets d'infirmières, pharmacie.

## Jumelages
- Moral de Calatrava (Espagne) depuis 1993 en Castille-La Manche, dans la Province de Ciudad Real.